# Caroline Garcia
Pour les articles homonymes, voir Garcia.
Caroline Garcia, née le 16 octobre 1993 à Poissy, est une joueuse de tennis professionnelle française.
Elle remporte son premier titre WTA en simple en avril 2014 à Bogota (Colombie) face à Jelena Janković.
En 2016, elle gagne avec sa partenaire Kristina Mladenovic la finale du double dames de Roland-Garros et atteint celle de l'US Open, elles sont championnes du monde 2016.
Elle remporte la Fed Cup 2019 et gagne de nouveau la finale du double dames de Roland-Garros avec Kristina Mladenovic en 2022.
Elle a remporté trois tournois de catégorie WTA 1000, à Wuhan puis à Pékin en 2017, ainsi qu'à Cincinnati en 2022 devenant ainsi la première joueuse issue des qualifications à remporter un WTA 1000. En  novembre 2022, elle remporte le Masters féminin s'adjugeant ainsi le titre le plus prestigieux de sa carrière.
Elle comptabilise onze titres en simple et huit en double dames sur le circuit WTA.

## Biographie

### Origines familiales
Caroline Garcia est la fille unique de Louis-Paul Garcia, ancien directeur des ventes d'une société d'électronique, né en Algérie et issu d'une famille espagnole, et de Mylène Garcia, qui travaille dans l'immobilier. Sa famille est installée à Lyon.

### Débuts
Caroline Garcia est membre depuis 2002 de l'ASUL Tennis Villeurbanne. Après la classe de sixième, elle poursuit ses études par correspondance, jusqu'en terminale, sans passer le bac.
Elle est championne de France 2010 dans la catégorie « 17-18 ans ».
Ses parents quittent leur activité professionnelle initiale pour encadrer la carrière de leur fille.

## Carrière

### 2011. Débuts professionnels et premiers éclats en Grand Chelem
Grâce à une wild card, elle participe à l'Open d'Australie où elle parvient à passer le 1er tour en battant l'Américaine Varvara Lepchenko (7-5, 4-6, 6-3) avant de s'incliner au tour suivant face à la Japonaise Ayumi Morita. Toujours à la suite d'une invitation, elle concourt à Roland-Garros où elle passe encore une fois le 1er tour en éliminant la Tchèque Zuzana Ondrášková. Alors 188e joueuse mondiale, elle crée la sensation au 2e tour où elle mène 6-3, 4-1 (15-0) face à la Russe et tête de série no 7, Maria Sharapova. Malgré un début de match favorable pour la Française, elle perd les onze derniers jeux de la partie. Elle joue également en double avec sa compatriote Aurélie Védy. Elles sont éliminées dès leur entrée en lice par la paire Sofia Arvidsson - Kaia Kanepi. Dans la catégorie junior, elle atteint les demi-finales dans toutes les levées du Grand Chelem. Son meilleur résultat est une finale à l'US Open où elle s'incline face à l'Américaine Grace Min.
Elle termine la saison au 146e rang du classement WTA.
Sur le circuit ITF, elle atteint deux finales en simple, à Osprey et à Kazan, et remporte un tournoi en double avec Aurélie Védy, à Saint-Gaudens.

### 2012. Confirmation difficile

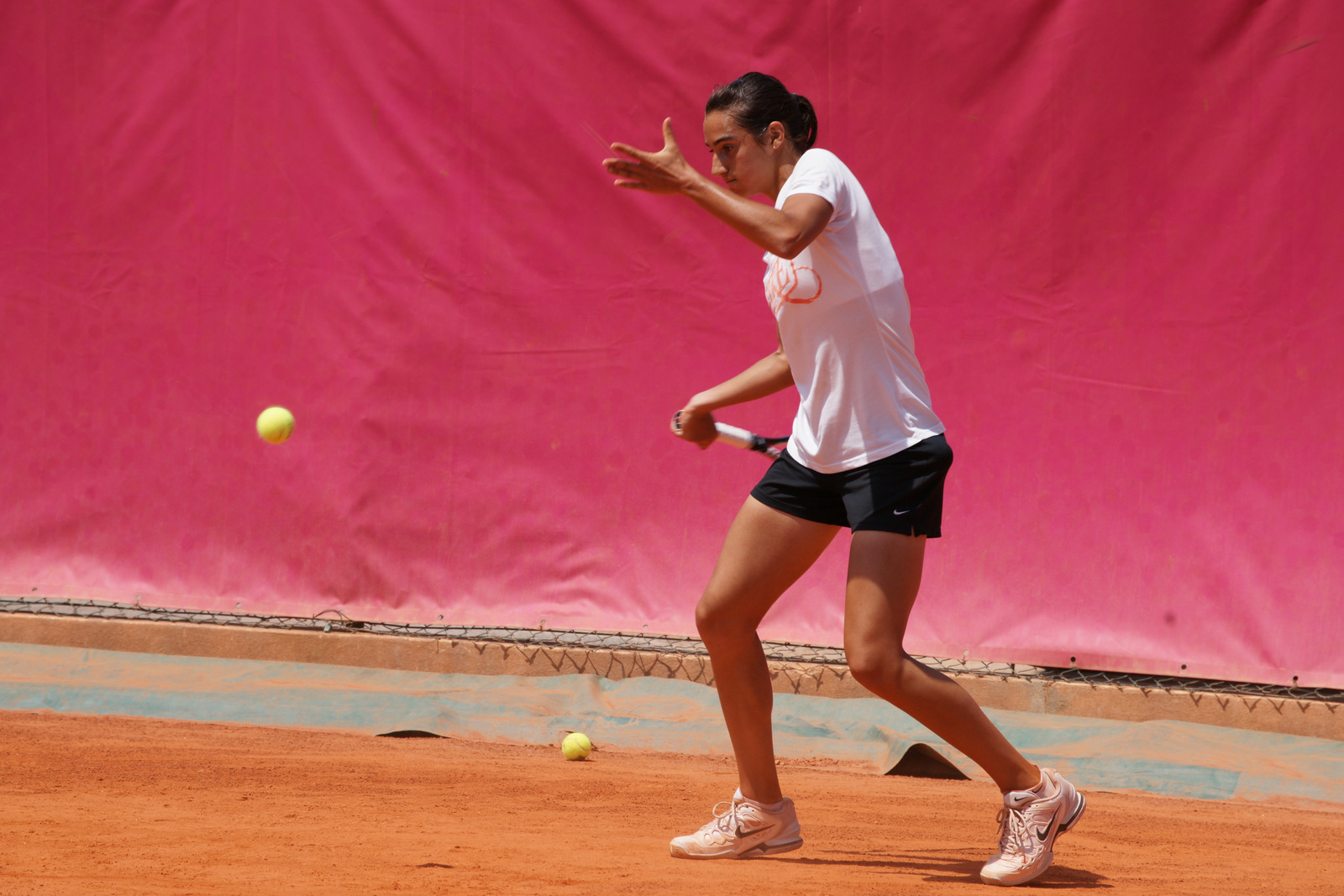
Caroline Garcia au tournoi de Cagnes-sur-Mer en 2012.

Caroline Garcia entame sa saison sur le circuit ITF à Quanzhou où elle bat successivement Junri Namigata (7-5, 6-2), Mădălina Gojnea (3-6, 6-1, 7-5) et Wang Qiang (6-1, 63-7, 6-2) avant de chuter en demi-finale face à Kimiko Date-Krumm (4-6, 4-6).
Elle s'engage dans les qualifications de l'Open d'Australie. Au 1er tour, elle bat la Slovène Petra Rampre (1-6, 6-3, 6-4) et au 2e tour, évince l'Américaine Madison Brengle (6-2, 6-3). La Française échoue au troisième tour face à la Tchèque et tête de série no 3, Andrea Hlaváčková, 4-6, 4-6. Elle n'est donc pas qualifiée pour le grand tableau à Melbourne.
Elle revient à la compétition au début du mois de février, pour les qualifications de l'Open de Pattaya, en Thaïlande. Elle se fait cueillir dès le 1er tour des qualifications par la Chinoise Yi-Miao Zhou, alors 631e joueuse mondiale, sur le score de 4-6, 6-4, 62-7. Une lourde contreperformance qui lui coûte le match. La Française n'a su convertir que cinq balles de break sur dix-sept. Aussi, elle joue en double avec Iryna Kuryanovich, mais elles se trouvent éliminées sévèrement dès leur entrée en lice par Sania Mirza et Anastassia Rodionova, futures lauréates, sur le score net de 0-6, 2-6. La semaine suivante, elle est présente à Doha, tournoi de catégorie Premier 5. Elle passe par les qualifications dont elle sort victorieuse de son 1er tour face à la tête de série no 8 et 93e joueuse mondiale, Arantxa Rus, par 6-4, 6-3. Au deuxième tour, elle se défait de Natalie Grandin (6-4, 6-3) et obtient alors son ticket vers le grand tableau. À noter qu'il s'agit de sa première qualification dans un tournoi WTA. Dans le tableau principal, elle est sortie au 1er tour par l'Allemande Mona Barthel, 43e joueuse mondiale. Malgré la différence de classement, la Française n'a pas démérité et a été jusqu'au tie-break dans chacune des manches (66-7, 64-7). Caroline Garcia reçoit une wild card pour participer à l'Open de Dubaï. Elle est éliminée au premier tour des qualifications par la Tchèque et tête de série no 9, Iveta Benešová (2-6, 3-6). À Kuala Lumpur, elle perd dès son entrée dans la compétition au cours d'un match très disputé contre la Serbe Jelena Janković, alors 14e joueuse mondiale, sur le score de 67-7, 6-4, 62-7.
Du fait de son classement, elle n'a pas accès aux qualifications mais elle bénéficie d'une invitation de la part des organisateurs de l'Open d'Indian Wells. Elle est battue au premier tour des qualifications par la Russe Alexandra Panova (4-6, 4-6).
Elle bénéficie d'une invitation pour Roland-Garros mais elle déçoit beaucoup et ne confirme pas son relatif exploit de l'année précédente en s'inclinant au premier tour contre Dinah Pfizenmaier, issue des qualifications.

### 2013. Éclosion progressive avec entrée dans le top 100 et titre en double en WTA 125
Caroline Garcia commence 2013 par l'Open d'Australie, où elle s'incline dès le premier tour face à la Russe Elena Vesnina vainqueur la semaine précédente du tournoi d'Hobart. Elle dispute ensuite le tournoi de Doha. Elle bat facilement et logiquement la joueuse d'Oman Fatma al Nabhani puis s'incline face à la no 3 mondiale Maria Sharapova.
Elle joue ensuite sur la terre battue de Charleston où elle perd au 2e tour contre la Serbe Jelena Janković en 3 sets après avoir eu une balle de match.

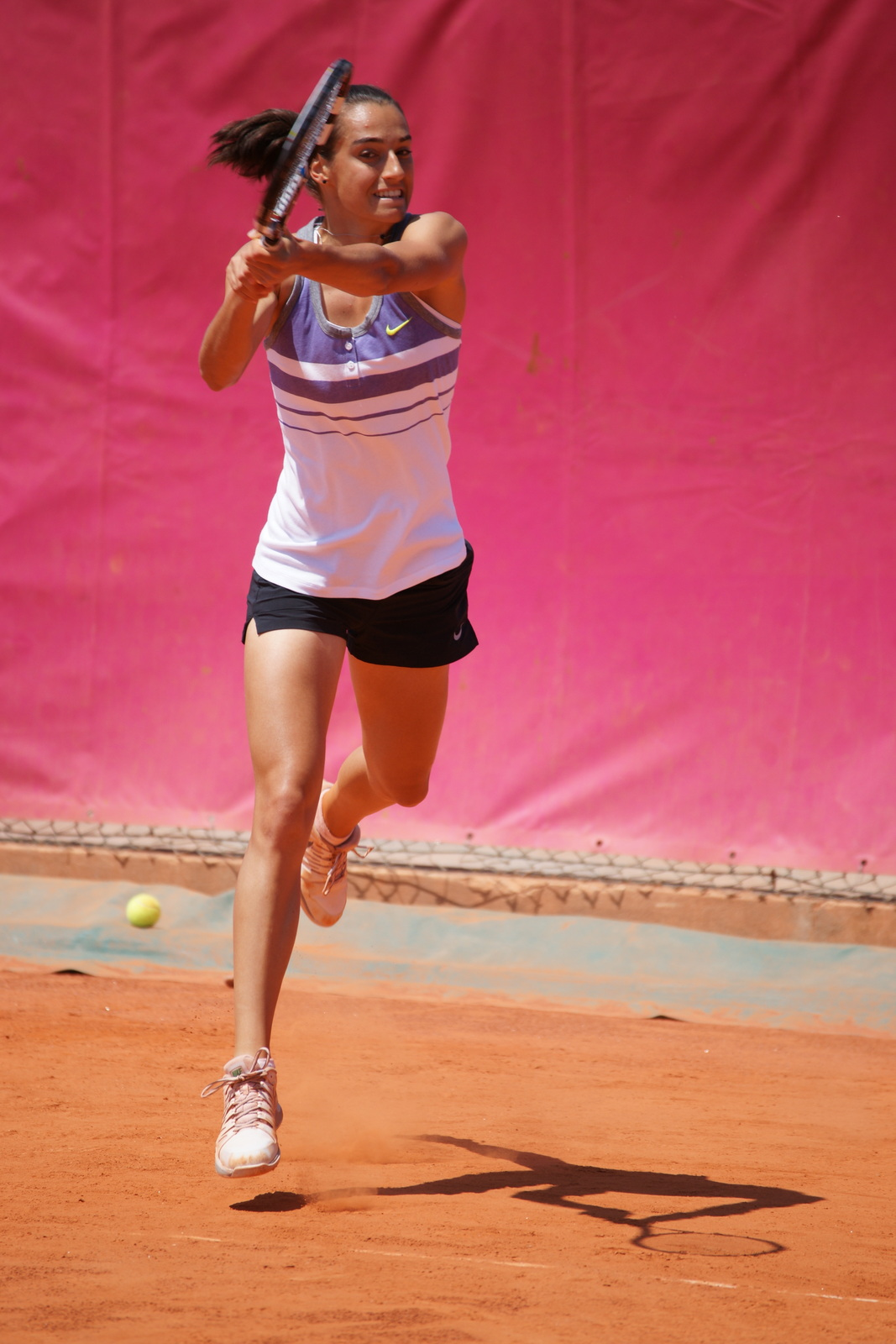
Caroline Garcia vainqueur du tournoi de Cagnes-sur-Mer 2013.
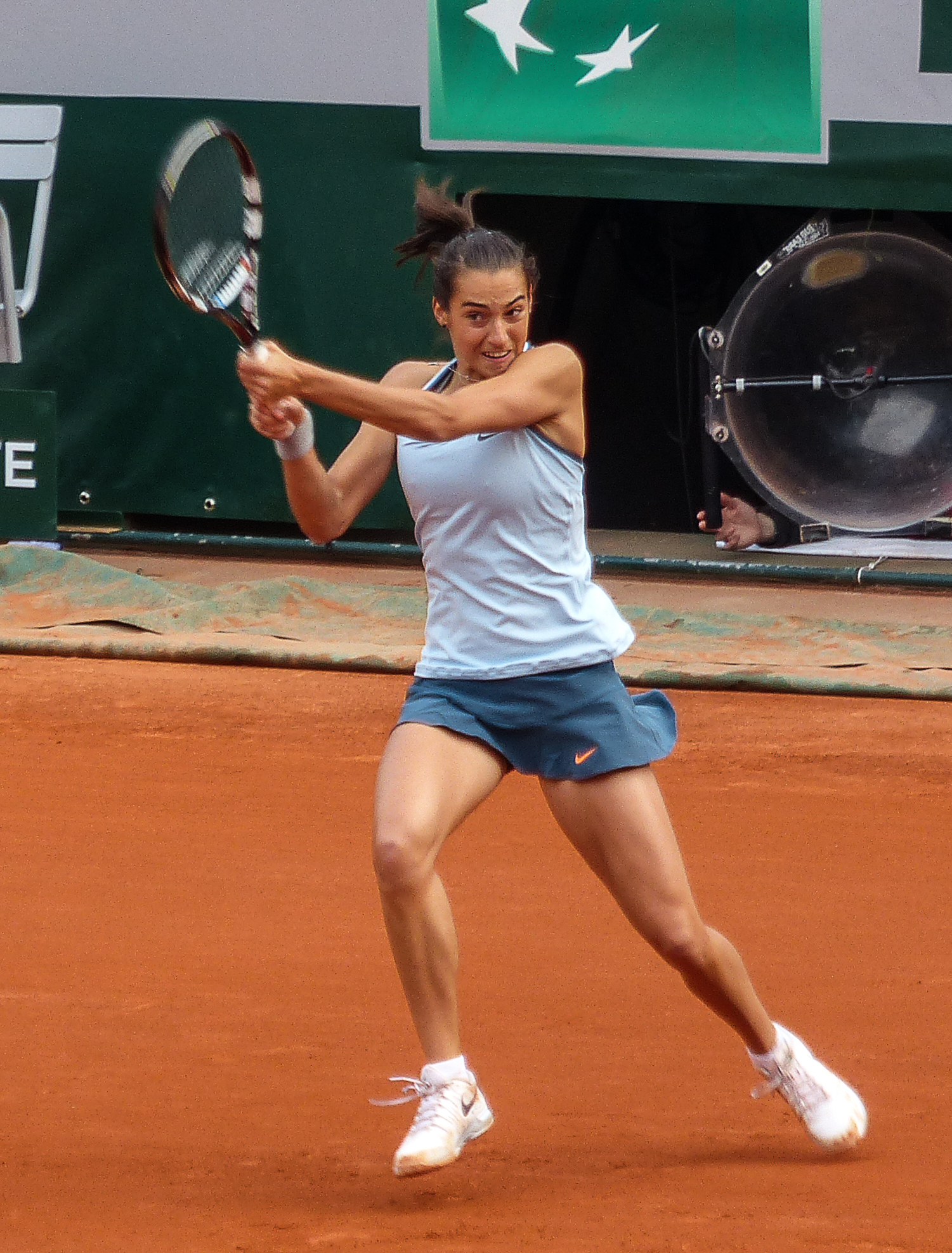
Caroline Garcia à Roland-Garros 2013.
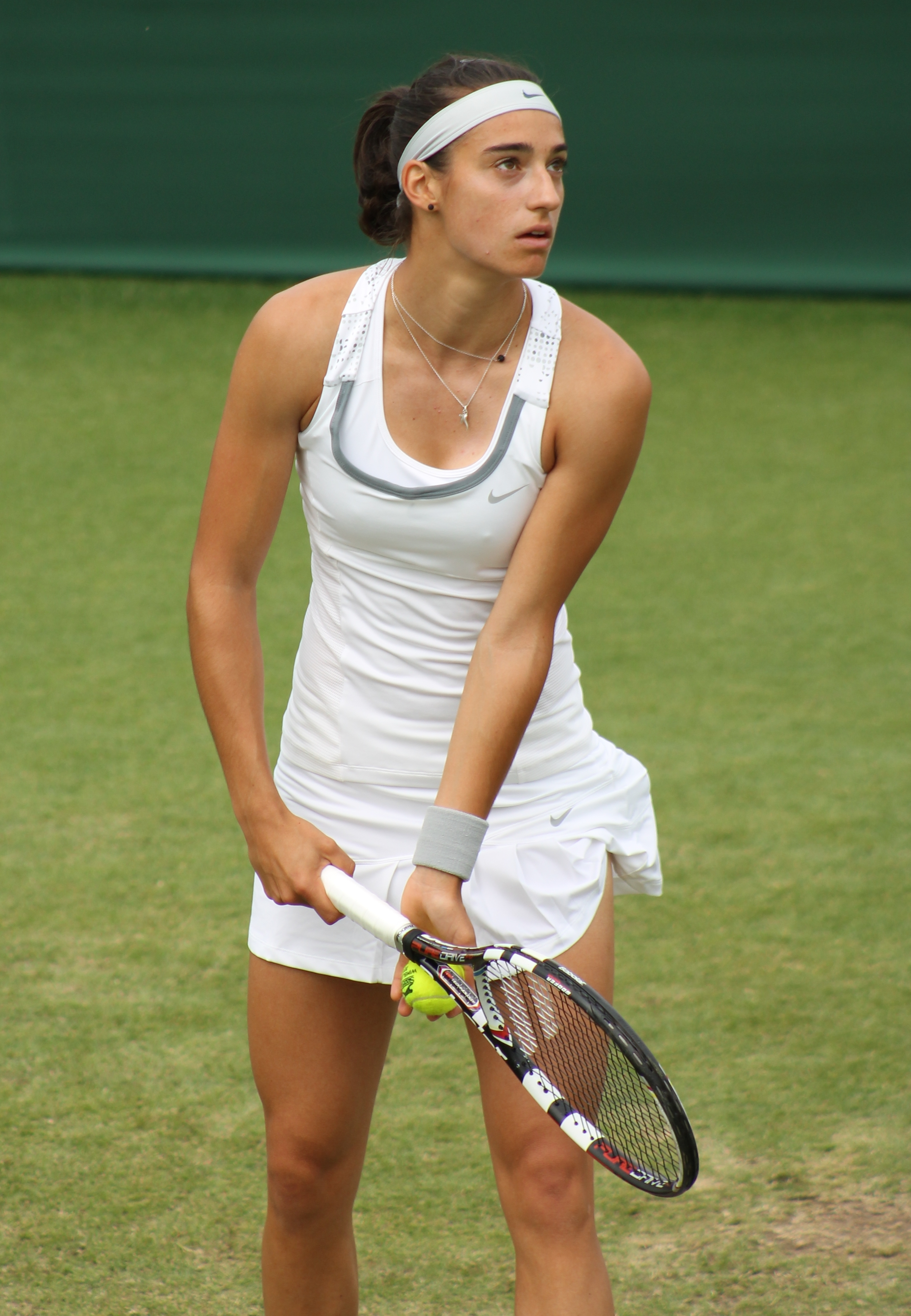
Caroline Garcia à Wimbledon 2013.

Caroline Garcia est sélectionnée pour la première fois par Amélie Mauresmo pour disputer avec l'équipe de France de Fed Cup les barrages du groupe mondial II contre le Kazakhstan à Besançon.
Elle dispute le double avec Kristina Mladenovic qu'elle remporte contre la paire Galina Voskoboeva / Sesil Karatantcheva (6-3, 6-4).
Caroline Garcia gagne ensuite le tournoi de Cagnes-sur-Mer sur la côte d'Azur. Cette performance lui permet de rentrer pour la première fois de sa carrière dans le top 100. De ce fait, elle reçoit une invitation pour accéder aux Internationaux de France. Elle bat tout d'abord l'Ukrainienne Yuliya Beygelzimer (6-3, 6-4), mais ne peut rien à l'étape suivante contre la no 1 mondiale Serena Williams.
Elle accède ensuite au tableau final du prestigieux tournoi de Wimbledon après s'être qualifiée. Elle bat la Chinoise Zheng Jie et s'incline au 2e tour comme à Roland-Garros face à Serena Williams tenante du titre.
À Washington, la Russe Ekaterina Makarova lui inflige une lourde défaite (6-2, 6-0). La jeune Française digère cette défaite et repart du bon pied à l'US Open puisqu'elle bat Shelby Rogers (6-3, 6-2) puis s'incline contre la jeune Britannique Laura Robson en deux sets malgré deux balles de set dans le deuxième à 6-5 40/15. Elle perd également au 2e tour du double associée à Alizé Cornet face à Elena Vesnina et Ekaterina Makarova, no 2 mondiale de la spécialité.
Elle participe ensuite au tournoi de Québec, où elle passe le premier tour mais tombe au deuxième contre l'Américaine Christina McHale, après avoir pourtant mené un set et réalisé un break dans le deuxième.
Caroline Garcia remporte en octobre son premier trophée en double en catégorie WTA 125 associée à Yaroslava Shvedova.
Caroline Garcia termine l'année 2013 à la 75e place mondiale. Elle a donc franchi un net palier sur cette année 2013 en gagnant plus de 50 places au classement WTA.

### 2014:1ertitresWTA en simple et en double, entrée dans le top 50
Lors de l'Open de Miami en mars, elle confirme sa bonne forme du moment. En effet, c'est la seule joueuse du tournoi à avoir posé de grandes difficultés à la no 1 mondiale Serena Williams en lui prenant un set (4-6, 6-4, 4-6), après un très bon match de sa part.
En avril, Caroline Garcia atteint sa première finale d'un tournoi en simple à Bogota après avoir battu notamment Romina Oprandi (6-1, 7-5) et Vania King (6-2, 6-4). Elle remporte le titre en battant la 9e joueuse mondiale et tenante du titre, Jelena Janković (6-3, 6-4). Il s'agit ainsi de son premier titre à la WTA, et elle atteint par la même occasion son meilleur classement en carrière avec la 51e place. La veille, elle avait déjà remporté ce même tournoi en double associée à Lara Arruabarrena, sans perdre un seul set.

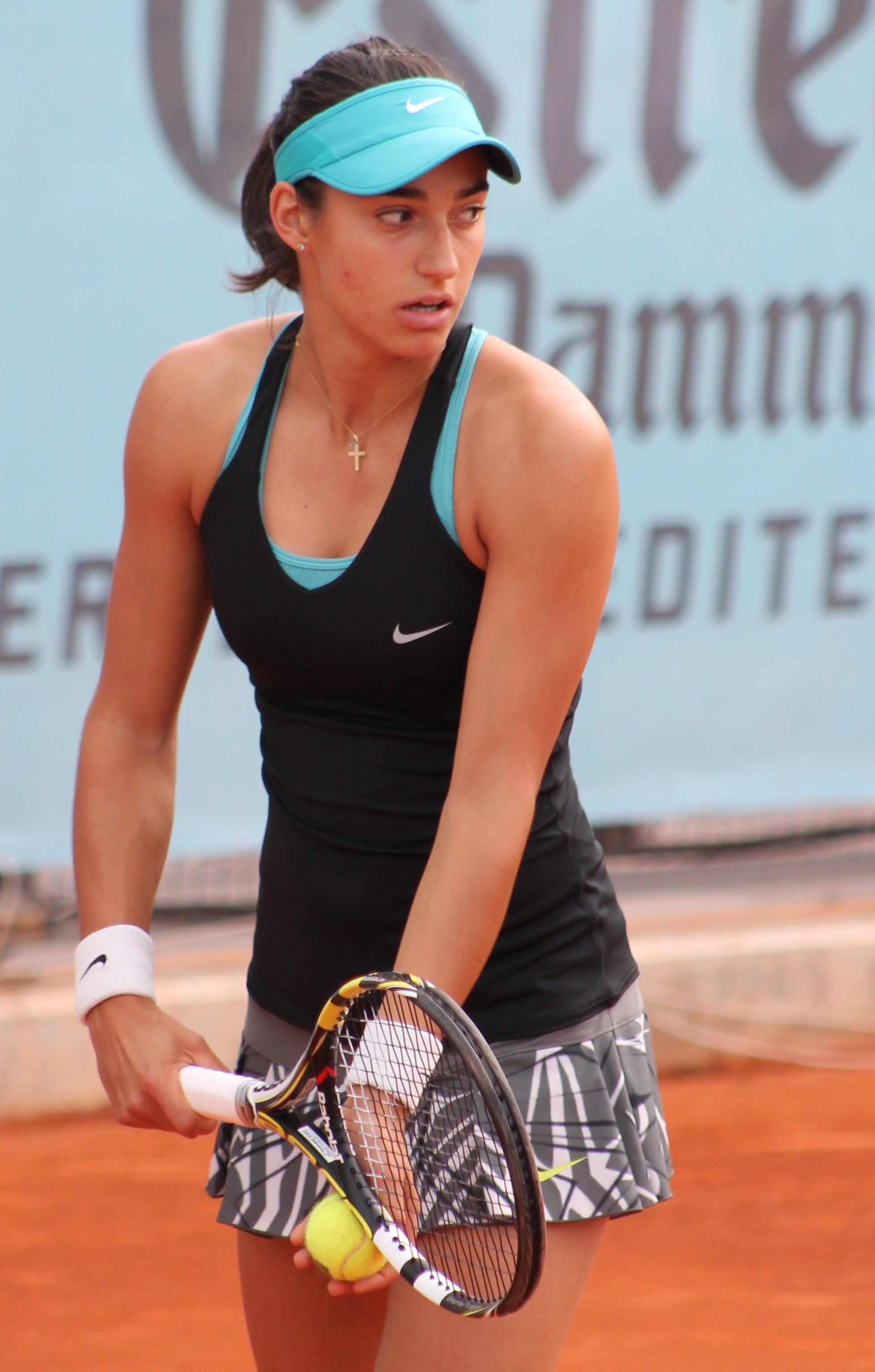
Caroline Garcia lors de l'Open de Madrid en 2014.

Elle confirme quelques jours plus tard sa bonne forme en remportant ses deux simples (contre Sloane Stephens (6-3, 6-2) et Madison Keys (6-4, 6-3)) et le double décisif (associée à Virginie Razzano) en Fed Cup contre les États-Unis (3-2), permettant ainsi à la France de revenir dans le groupe mondial.
Elle s'aligne ensuite à l'Open de Madrid, où elle s'extirpe sans difficultés des qualifications aux dépens de Sara Sorribes Tormo (6-3, 6-2) puis Laura Pous Tió (6-3, 6-3). Elle s'adjuge ensuite au premier tour une victoire par abandon contre la no 8 mondiale Angelique Kerber, de bon augure puisqu'elle menait 6-3, 2-0. Elle passe ensuite le second tour sans jouer du fait du forfait de Maria Kirilenko. Au troisième tour, elle bat la finaliste de Roland Garros en 2012, Sara Errani, au terme d'un match de plus de 2 heures (6-2, 4-6, 6-3), et est ainsi qualifiée en quart de finale. Son parcours s'arrête cependant à ce stade puisqu'elle s'incline contre la no 3 mondiale Agnieszka Radwańska (4-6, 6-4, 4-6), avec une nouvelle fois un match très réussi de sa part malgré la défaite.
Malgré un bon début de saison, elle s'incline dès le premier tour de Roland-Garros face à la Serbe et tête de série no 11 Ana Ivanović sur le score sec de 6-1, 6-3.
Néanmoins, elle se reprend au Tournoi de Wimbledon, où elle se débarrasse de l'Italienne Sara Errani au 1er tour sur le score de 2-6, 7-6, 7-5, en ayant dû sauver une balle de match sur service adverse dans le deuxième set. Elle enchaîne contre Varvara Lepchenko (7-5 6-3), avant de s'incliner sur le même score au troisième tour face à Ekaterina Makarova.
Elle enchaîne les contre-performances en perdant au premier tour à Stanford, au deuxième tour à Montréal, et au deuxième tour à New Haven en ayant bénéficié du statut de lucky loser.
La semaine d'après, elle perd dès le premier tour de l'US Open face à la modeste américaine Nicole Gibbs, titulaire d'une wildcard.
Lors de la tournée asiatique, à l'Open de Wuhan, elle arrive jusqu'en quart de finale, elle perd contre la future vainqueur en deux sets, Petra Kvitová. Elle enregistre au cours du tournoi de bonnes performances en battant Venus Williams (18e mondiale) et Agnieszka Radwańska (6e mondiale).

### 2015. Titre WTA 125 à Limoges et2etitreWTA en double
Elle commence l'année en s'inclinant au premier tour à Brisbane et au second tour à Dubaï. Elle passe deux tours à l'Open d'Australie, battant Svetlana Kuznetsova (tête de série no 27). Elle apporte deux des trois points victorieux de l'équipe de France de Fed Cup face à l'Italie alors menée 2-0 à l'issue de la première journée. Tout d'abord en simple, en battant Camila Giorgi (4-6, 6-0, 6-2), qui avait sèchement battu Alizé Cornet la veille, puis en double, associée à Kristina Mladenovic, en battant la paire Italienne composée de Sara Errani et Roberta Vinci (6-1, 6-2), permettant une première qualification pour les demi-finales depuis 2007.

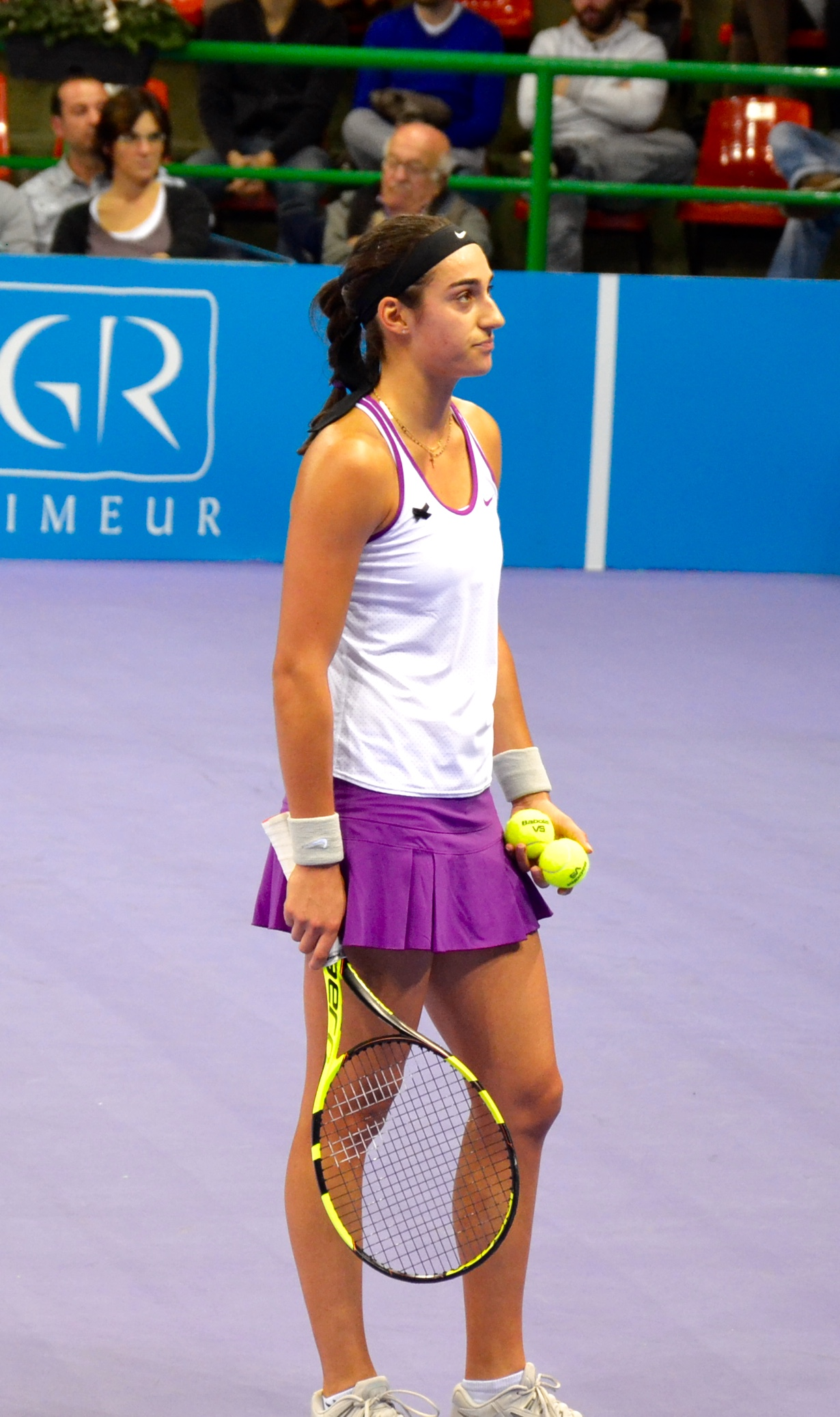
Caroline Garcia lors de l'Open de Limoges en 2015.

Ensuite, elle enchaîne deux finales, à Acapulco et à Monterrey, où elle est par deux fois battue par la Suisse Timea Bacsinszky,. À Indian Wells, elle se hisse jusqu'aux huitièmes de finale en battant notamment la Serbe Ana Ivanović (tête de série no 5 et 6e au classement WTA) au troisième tour (6-2, 5-7, 6-2). Cet enchaînement de bonnes performances lui permet d'accéder au 25e rang mondial, actuellement le meilleur classement de sa carrière, s'approchant ainsi de la place de première joueuse française d'Alizé Cornet (24e).
Elle obtient ensuite des résultats plus moyens : battue d'entrée à Miami, elle ne passe qu'un tour à Charleston et perd ses deux matchs de Fed Cup contre la République tchèque en demi-finale. Ce n'est qu'au tournoi de Stuttgart qu'elle retrouve son niveau de jeu, battant Ana Ivanović (6e mondiale et tête de série no 5) au premier tour (7-64, 6-4) et se hissant jusqu'aux quarts de finale. Puis, elle atteint le troisième tour du tournoi de Madrid, où elle offre une belle résistance à Maria Sharapova (no 3 mondiale), qui s'impose finalement en trois sets (6-2, 4-6, 7-5). Elle perd ensuite aux premiers tours du tournoi de Rome et de Roland-Garros qui sont d'énormes désillusion. Elle redescend à la 31e place mondiale.
Elle a du mal à démarrer sa saison sur gazon : elle est éliminée au deuxième tour du tournoi de Birmingham. Elle y avait pourtant assuré sa place en sauvant deux balles de match au premier tour contre Tatjana Maria, une modeste qualifiée allemande. (6-2, 2-6, 7-66). Elle est également éliminée au deuxième tour du tournoi d'Eastbourne. Elle conclut cette saison par une défaite au premier tour à Wimbledon.
Elle commence doucement la tournée américaine, puisqu'elle perd aux premiers tours des tournois de Stanford et de Toronto. Ensuite, elle accumule les bonnes performances, notamment à Cincinnati, où elle bat Sabine Lisicki (no 23 mondiale), puis la tête de série Petra Kvitová (no 4 mondiale), avant de s'incliner contre Elina Svitolina (no 20 mondiale). Elle enchaîne avec New Haven, où elle bat Timea Bacsinszky (tête de série no 6 et 14e joueuse mondiale) qui restait sur deux défaites consécutives contre elle puis Magdaléna Rybáriková (qualifiée) avant de s'incliner en quart de finale contre Caroline Wozniacki. Sa début de tournée asiatique n'est pas fameuse, avec une défaite d'entrée à Tokyo et au deuxième tour à Wuhan (où elle a néanmoins battu l'Italienne Sara Errani au premier tour (6-74, 6-4, 6-2) tête de série no 16 et 22e au classement WTA). Elle perd ensuite au deuxième tour du tournoi de Pékin, contre Sara Errani qui a pris sa revanche, également en trois sets (6-4, 3-6, 6-1). Elle est redescendue à la 39e place mondiale. Au Masters en double, associée avec Katarina Srebotnik, elle perd ses deux premiers matches de poules mais gagne le dernier sur abandon.
Elle s'engage ensuite à son dernier tournoi de l'année au WTA 125 de Limoges en tant que tête de série no 3. Elle bat notamment Donna Vekić et Kateřina Siniaková difficilement pour aller en finale, là elle affronte une débutante l'Américaine Louisa Chirico qui dispute sa première finale qu'elle gagne facilement 6-1, 6-3, s'adjugeant ainsi son premier tournoi de la saison.
En novembre 2015, elle annonce qu'elle s'associera en double avec sa compatriote Kristina Mladenovic avec, pour objectif principal, les Jeux olympiques de Rio.

### 2016:no1française, deux titres WTA, victoire en double à Roland-Garros

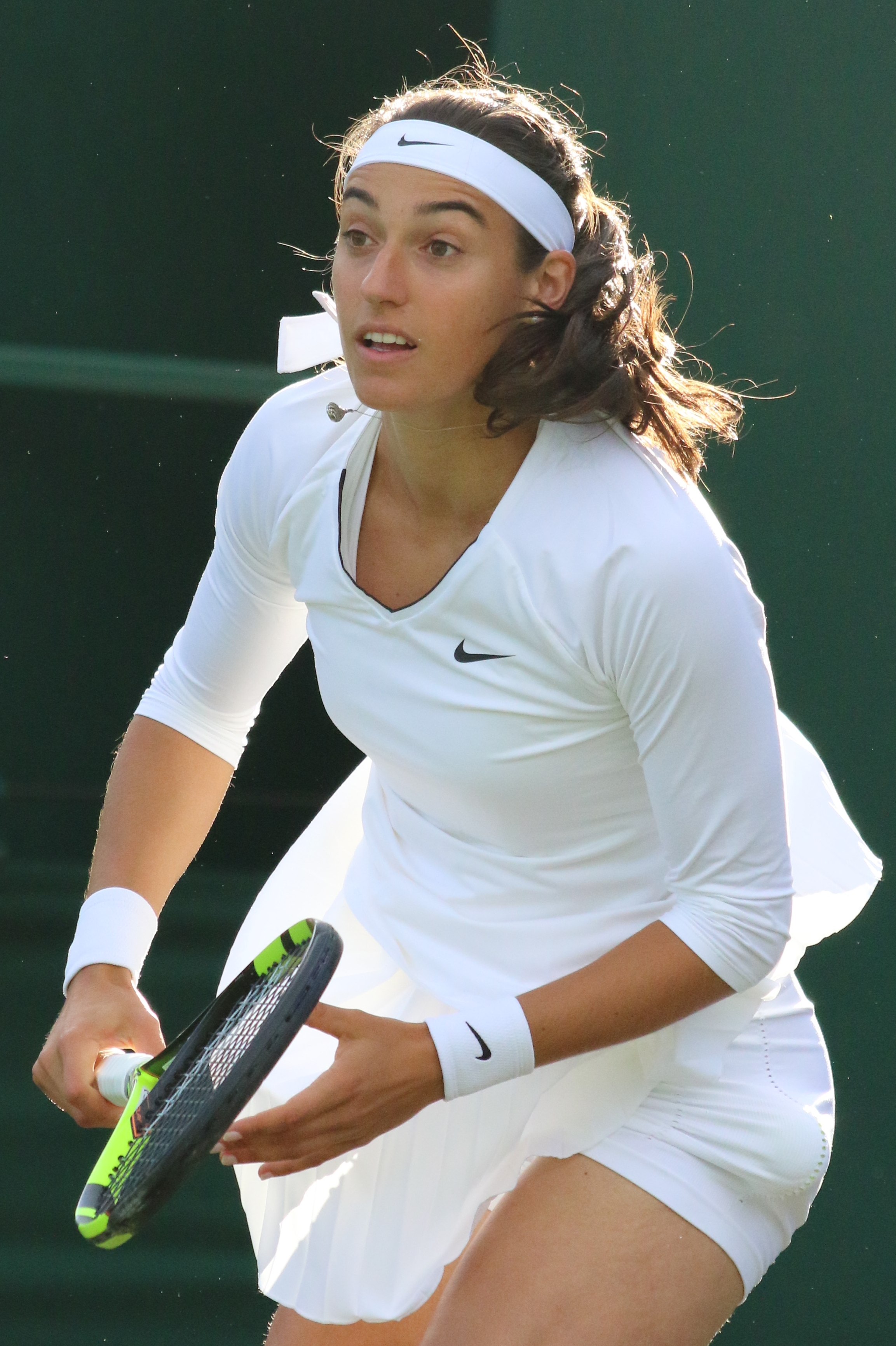
Caroline Garcia à Wimbledon 2016.

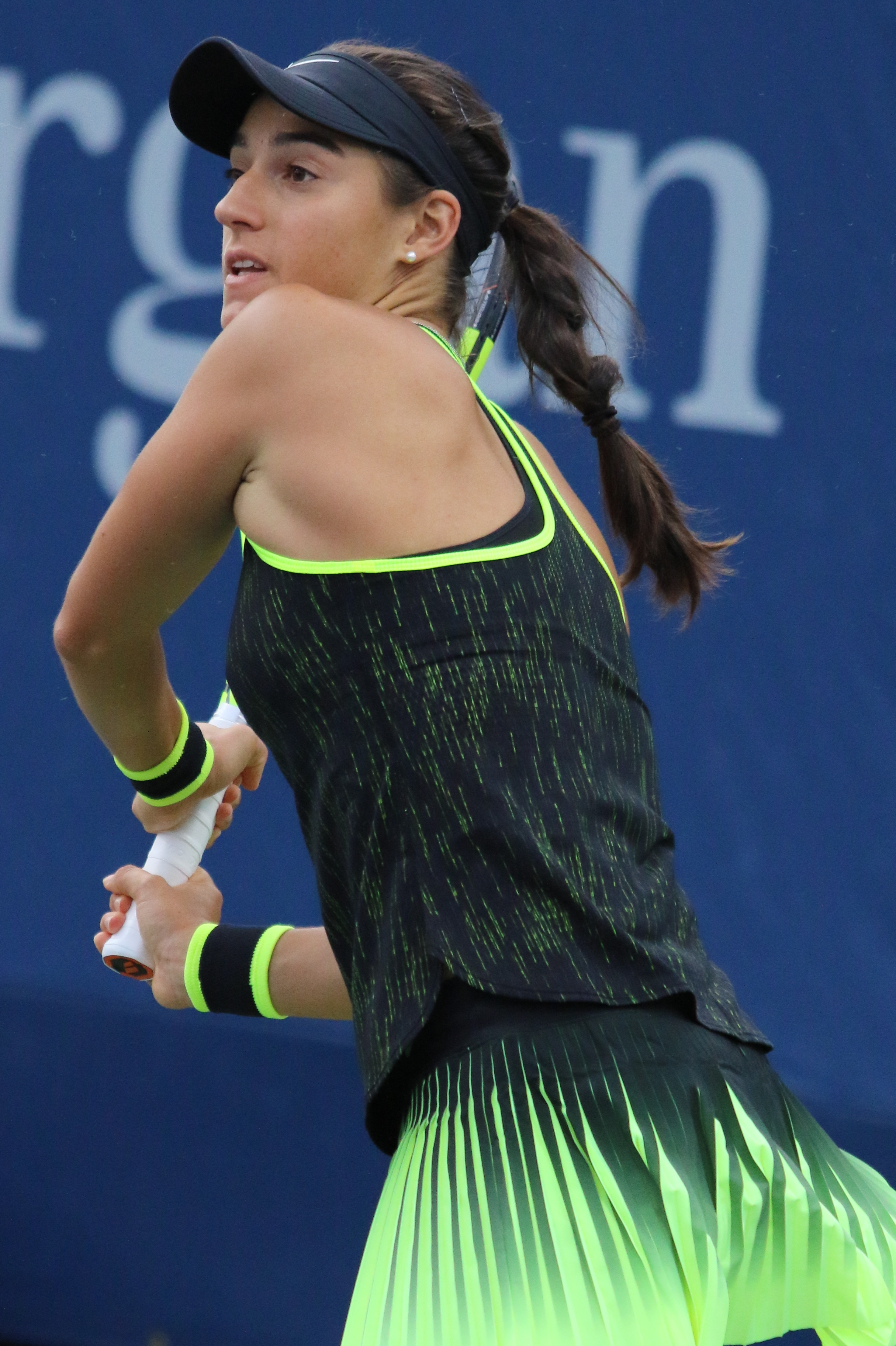
Caroline Garcia à l'US Open 2016.

Elle commence l'année à la Hopman Cup, d'abord associée à Gaël Monfils, qui déclare forfait à la suite d'une blessure. Elle joue finalement avec Kenny de Schepper. Ils perdent dès les phases de poules, mais elle gagne ses trois matchs de simple. À l'Open d'Australie, elle perd dès le premier tour (2-6, 4-6) contre Barbora Strýcová, comme lors des trois tournois du Grand Chelem précédents.
Elle apporte trois des quatre points victorieux de l'équipe de France de Fed Cup face à l'Italie, comme l'année précédente. Sa victoire en simple contre Sara Errani (6-3, 7-5) permet d'égaliser et celle contre Camila Giorgi (6-3, 6-4) apporte le point décisif, qui qualifie la France pour les demi-finales,. Associée à Kristina Mladenovic, elle gagne aisément le double, sans enjeu, face à la paire italienne composée de Martina Caregaro et de Sara Errani (6-0, 6-1) en 48 minutes.
Au tournoi de Dubaï, Caroline Garcia réalise une très belle performance en huitièmes de finale puisqu'elle élimine Carla Suárez Navarro, 11e joueuse mondiale, sur le score de 4-6, 6-4, 6-3, puis enchaîne en battant la 28e Andrea Petkovic (6-3, 6-4) avec de bonnes statistiques au service (72 % de premières balles et 4 aces), en une heure et demie pour se qualifier sans se dépenser pour les demi-finales ; mais perdra (2-6, 6-3, 3-6) à nouveau contre Barbora Strýcová comme à Melbourne. Elle perd ensuite au premier tour à Doha contre une qualifiée.
Mais elle se ressaisit  à Monterrey, où elle atteint de nouveau les demi-finales, où elle est battue par la modeste Heather Watson (83e mondiale, 1-6, 2-6), future lauréate du tournoi.
Elle continue sa tournée sur terrains durs, en dents de scie, en perdant au premier tour au tournoi d'Indian Wells, contre Christina McHale, 62e joueuse mondiale sur le score de (4-6, 4-6), puis à Miami en améliorant son niveau en battant Mirjana Lučić (2-6, 6-1, 6-3), et le tête de série no 21 Andrea Petkovic, (7-65, 3-6, 7-62) dans un match à suspense de près de trois heures, mais perdra au tour suivant (6-4, 2-6, 6-76) au terme d'une belle empoignade de 2h32 dans une chaleur moite contre la future finaliste, Svetlana Kuznetsova 19e mondiale.
Pour le début de la tournée de terre battue, elle perd d'entrée à Charleston contre Irina-Camelia Begu en trois manches serrées. Mais en double, associée à Kristina Mladenovic, elle se qualifie pour la finale, et ensemble, Mladenovic et Garcia battent les têtes de série no 1 Bethanie Mattek-Sands et Lucie Šafářová (6-2, 7-5), gagnant ainsi leur premier titre ensemble.
En Fed cup, la demi-finale se joue contre les Pays-Bas. Elle perd d'abord son premier match contre Kiki Bertens en deux sets, avant de gagner le deuxième simple contre Arantxa Rus (6-3, 6-4) permettant d'égaliser.
En double avec Mladenovic, elles battent la paire Kiki Bertens/Richèl Hogenkamp (4-6, 6-3, 6-3), permettant ainsi à la France de se qualifier pour la finale pour la première fois depuis 2005.
La semaine suivante, à Stuttgart, elle est éliminée dès le premier tour, mais en double, avec Kristina Mladenovic, elle se qualifie pour la finale, et ensemble elles battent les têtes de série no 1 Martina Hingis et Sania Mirza (2-6, 6-1, 10-6), remportant ainsi leur deuxième titre ensemble en moins d'un mois.
Au tournoi de Madrid, en double, Garcia et Mladenovic battent de nouveau les têtes de série no 1 Martina Hingis et Sania Mirza (6-4, 6-4), remportant ainsi leur troisième titre et sans perdre un set. Pour le tournoi de Strasbourg, elle commence facilement contre Kirsten Flipkens en deux sets, puis plus difficilement contre la qualifiée Jil Teichmann, dans un premier set tendu (7-65, 6-3). En quart, elle bénéficie du forfait de Samantha Stosur, et se qualifie pour la finale en venant à bout, après presque trois heures de combat (6-73, 6-4, 7-5) de la courageuse Virginie Razzano, qui était menée 7-63, 3-0. En finale, elle affronte Mirjana Lučić-Baroni, impressionnante tout le long de la semaine, qu'elle bat assez facilement (6-4, 6-1), s'adjugeant son 3e titre en carrière.
L'heure du deuxième tournoi du Grand Chelem sonne à Roland-Garros, en simple après ses bonnes semaines, elle est placée dans la partie du bas de tableau. Elle passe son premier tour plutôt facilement en deux manches contre Lesia Tsurenko, avant d'affronter la no 2 mondiale Agnieszka Radwańska, contre qui elle perdra (2-6, 4-6) malgré un deuxième set plus abouti.
En double avec Mladenovic, en tant que tête de série no 5, elle se qualifie pour la première fois de sa carrière pour une finale en double d'un Grand Chelem, en ayant laissé échapper deux manches sur le parcours, en battant successivement les paires Annika Beck/Wickmayer (6-4, 6-2), les compatriotes Johansson et Parmentier (6-1, 4-6, 6-2), les Allemandes Friedsam et Siegemund (6-3, 6-2). Puis en quart, Kiki Bertens/Johanna Larsson (7-5, 6-3) et en demi-finale, la paire Russe Gasparyan et Kuznetsova (6-4, 4-6, 6-3).
En finale, elles affrontent la paire Ekaterina Makarova/Elena Vesnina tête de série no 7, qu'elles battent (6-3, 2-6, 6-4) au terme d'une lutte acharnée de plus de deux heures. Réalisant une belle performance, puisqu'il s'agit du premier double féminin français à s'imposer depuis 45 ans du côté de la porte d'Auteuil,. Cette belle performance lui permet d'atteindre son meilleur classement en double, à la 3e place mondiale.
Au tournoi de Majorque, en juin, elle remporte le premier titre de sa carrière sur gazon, après avoir notamment battu Ana Ivanović (7-69, 5-7, 6-3), ancienne no 1 mondial, en étant menée 5-1 au tie-break du premier set, puis une spécialiste de la surface en demi-finale, Kirsten Flipkens (6-4, 4-6, 6-1), joueuse qui a battu, au premier tour, Garbiñe Muguruza no 2 mondiale et lauréate du tournoi de Roland-Garros, et, enfin, Anastasija Sevastova en finale (6-3, 6-4) en 1h15. À cette occasion, elle devient pour la première fois no 1 française, devançant Kristina Mladenovic, rang qu'elle perd dès la semaine suivante.
Elle participe ensuite à Wimbledon, en tant que tête de série no 30. En simple, elle se défait au premier tour de la Turque Çağla Büyükakçay (6-2, 6-3) avant de tomber dès le match suivant, battue par la Tchèque Kateřina Siniaková, 114e mondiale, sur le score de (6-4, 4-6, 1-6). En double, accompagnée par Kristina Mladenovic et profitant du statut de tête de série no 2, elles se qualifient pour les quarts de finale, battant successivement les paires Schuurs/Voráčová (6-2, 6-2), Peng et Zhang Shuai (0-6, 6-3, 6-4) et, sur abandon, les Espagnoles Garrigues et Santonja. Elles sont finalement battues par Karolína Plíšková et Julia Görges, paire tête de série no 8, sur le score de 69-7, 3-6.
Pour les Jeux olympiques en simple, elle passe son premier tour contre Teliana Pereira, avant de perdre au deuxième tour, plutôt sèchement, face à Johanna Konta. En double avec Mladenovic alors tête de série no 2, elle s'incline de façon surprenante contre la paire Japonaise Misaki Doi/Eri Hozumi en trois manches dès le premier tour, réduisant à néant les chances de médaille. Garcia subit la suspension à titre conservatoire de la FFT juste avant le début de l'US Open alors qu'elle a temporisé entre la FFT et Mladenovic et regrettant le timing de l'annonce à l'approche d'un gros tournoi.
En simple dames de l'US Open, elle passe Pauline Parmentier en trois sets (4-6, 6-3, 6-4) puis prend sa revanche de Wimbledon contre Kateřina Siniaková (4-6, 6-4, 6-4) et se qualifie pour le troisième tour, où elle perd (2-6, 3-6) contre la 4e mondiale Agnieszka Radwańska. En double accompagnée par Kristina Mladenovic et profitant du statut de tête de série no 1, elles se qualifient pour les quarts de finale, battant successivement les paires Kurumi Nara et Naomi Osaka (6-3, 6-3), Naomi Broady/Shelby Rogers (6-3, 6-1) et, la deuxième paire Japonaise Eri Hozumi et Miyu Kato (6-2, 6-3). Elles battent Sania Mirza/Barbora Strýcová en 1h10 (7-63, 6-1), puis Martina Hingis/Coco Vandeweghe (6-3, 6-4) en 1h11 et ainsi se qualifier pour la deuxième finale de l'année en Grand Chelem avec Garcia sans perdre le moindre set. Cependant malgré leur bonne semaine, elles se font battre dans un match à suspense (6-2, 6-75, 4-6) en un peu plus de deux heures contre Bethanie Mattek-Sands/Lucie Šafářová alors que les Françaises menaient 6-2, 5-4 avant de craquer.
En octobre à Pékin, en simple elle se fait battre par Daria Gavrilova en deux manche lors des huitièmes, et en double avec Mladenovic, elle arrive en finale en ayant pratiqué un tennis moyen passant proche de la défaite au deuxième tour contre Aleksandra Krunić/Kateřina Siniaková et en demi-finale face à la paire Chan Hao-ching et Chan Yung-jan. Avant de perdre à nouveau comme à l'US Open contre Mattek-Sands et Šafářová (4-6, 4-6) en deux set sec et 1h20 de jeu.
En double du Masters de Singapour avec Mladenovic en tant que tête de série no 1, démarrant en quart de finale, elles battent Julia Görges/Karolína Plíšková (6-4, 6-2) en 1h25, mais perdent contre Mattek-Sands/Šafářová (3-6, 5-7) en une heure et demie. Elle peut participer au Masters bis de Zhuhai en simple, placée dans le groupe Azalée avec la 10e mondiale Johanna Konta et Samantha Stosur. Elle remporte son premier match contre l'Australienne (6-4, 6-3) en 1h28 mais perd son dernier match sèchement en une heure contre Johanna Konta, l'éliminant du tournoi. Quelques jours après, pour la finale de Fed Cup contre les Tchèques elle réalise d'excellentes performances personnelles, en battant pour son premier match la 11e mondiale Petra Kvitová, (7-66, 6-3) avec autorité ramenant les équipes à égalité à l'issue de la première journée. Le dimanche elle bat la 6e mondiale Karolína Plíšková, (6-3, 3-6, 6-3) permettant à la France de mener 2-1 avant le deuxième simple où Cornet perdra, mais Garcia montre lors de son weekend le niveau fantastique et solide qu'elle peut avoir. Pour le match ultime pour le sacre en double avec Mladenovic, elles perdent contre Karolína Plíšková et Barbora Strýcová (5-7, 5-7) passant non loin d'un super exploit, les Tchèques conservent le trophée et ont atteint la finale pour la cinquième fois en six ans pour quatre titres,. Malgré cette déception, elle assure sa participation au tournoi de Limoges, passant ses premiers tours, puis battant en quart Donna Vekić (6-1, 4-6, 6-3) et dans le dernier carré, elle bat difficilement Natalia Vikhlyantseva en plus de deux heures (7-63, 3-6, 7-66). Elle perdra cependant sèchement contre une novice à ce stade Ekaterina Alexandrova (4-6, 0-6), mais aura été sans douter épuisée et blessée de l'enchaînement. Elle termine son année à la 24e place mondiale, et décide de ne pas prendre part à la prochaine campagne de Fed Cup pour se concentrer sur sa carrière individuelle.

### 2017:1er1/4 de finale en Grand Chelem, premiers titresPremier, entrée dans le top 8 et 1/2 finale aux Masters
Garcia commence son année par le premier Grand Chelem à l'Open d'Australie, elle passe son premier tour (7-64, 6-4) contre Kateryna Bondarenko, et lors de la conférence de presse, confirme sa décision de ne pas prendre part à la Fed Cup. Puis gagne contre sa compatriote Océane Dodin (6-73, 6-4, 6-4) de manière laborieuse, avant d'être à nouveau battue par la Tchèque Barbora Strýcová (2-6, 5-7). En double avec Kristina Mladenovic, elles se qualifient jusqu’en demi-finale avec deux matches difficiles, mais perdent en 1 h 52 contre la paire Andrea Hlaváčková / Peng Shuai.
À Indian Wells, Garcia réussi un bon tournoi en passant Evgeniya Rodina, la 11e mondiale, Johanna Konta (3-6, 6-3, 7-61), avant de perdre au quatrième tour contre Svetlana Kuznetsova (1-6, 4-6), future finaliste. Et une demi-finale à Monterrey perdant sèchement contre Anastasia Pavlyuchenkova, future lauréate.
Après de multiples épisodes houleux en Fed Cup cette année, en annonçant l'année dernière sa non participation, qui a tant fait parler et une blessure au dos qui l'a éloignée des courts pendant plusieurs semaines.
Elle revient en meilleure forme fin mai au tournoi de Strasbourg alors tenante du titre, finissant par s'incliner dans le dernier carré (4-6, 2-6) contre Daria Gavrilova. Elle poursuit à Roland-Garros un tournoi qui ne lui avait jamais réussi auparavant, et réussit son entame en passant facilement (6-2, 6-2) la Japonaise Nao Hibino. Elle bat ensuite Chloé Paquet (7-5, 6-4) avant de battre dans un match à multiples rebondissements, la Taïwanaise Hsieh Su-wei, 109e mondiale, (6-4, 4-6, 9-7) après 2 h 40 de jeu. Grâce à cette victoire, elle se qualifie pour la première fois en seconde semaine d'un Grand Chelem et bat Alizé Cornet pour une place en quart de finale. C'est la première fois depuis 1973 qu'on assiste à un duel de deuxième semaine entre deux Françaises à Roland-Garros. Elle remporte le match (6-2, 6-4) en une heure et demie avec autorité, profitant des faiblesses de Cornet,. Elle est ensuite battue par la 3e mondiale, Karolína Plíšková (6-73, 4-6) en 1 h 51 malgré une bonne résistance, avec un premier set d'une durée de 1 h 15.
Période du gazon, elle participe au Mallorca Open en tant que tenante du titre. Elle passe Jelena Janković (6-4, 6-4), Jana Čepelová (6-3, 6-75, 6-3) et Roberta Vinci (6-2, 7-68). Avant d'être sèchement battue (4-6, 2-6) contre la future lauréate Anastasija Sevastova. À Wimbledon, elle atteint pour la première fois de sa carrière les huitièmes de finale en passant Jana Čepelová (6-1, 6-1), puis Ana Bogdan et Madison Brengle (6-4, 6-3) sur le même score,. Elle est cependant éliminée à ce stade de la compétition par la no 6 mondiale, Johanna Konta dans un match très accroché (6-73, 6-4, 4-6) après 2 h 11 de jeu intense. Elle avoue qu'elle ne sait pas comment elle a pu perdre ce match.
Elle revient sur de la terre battue avec une défaite (5-7, 6-71) au second tour à Gstaad contre Tereza Martincová, et une demi-finale à Båstad, en perdant (2-6, 5-7) contre la future vainqueur Kateřina Siniaková. Concluant ce retour avec déception. Sur dur, au tournoi de Toronto Caroline Garcia passe de justesse le premier tour face à Sorana Cîrstea sur le score de (6-2, 6-74, 6-4), puis Varvara Lepchenko (6-4, 6-1) et Catherine Bellis (6-4, 6-2) pour atteindre les quarts de finale. Elle s'incline (4-6, 2-6) par la no 2 mondiale, Simona Halep en commettant trop de fautes directes. Elle déçoit ensuite à Cincinnati en perdant d'entrée de tournoi. Puis à l'US Open, après avoir passé Tereza Martincová et Ekaterina Alexandrova, elle tombe au troisième tour face à Petra Kvitová sur un score sec de (0-6, 4-6) en 1 h 14.
Sur la tournée asiatique de septembre-octobre, au Premier de Tokyo, elle passe Aliaksandra Sasnovich et Kurumi Nara, avant de s'incliner (2-6, 4-6) contre la no 1 mondiale, Garbiñe Muguruza. Puis à Wuhan, Caroline Garcia bat la tête de série numéro 12, Angelique Kerber (3-6, 6-3, 6-1) puis Christina McHale (6-1, 6-1). Elle passe en quart de finale, en battant la 9e mondiale, Dominika Cibulková (6-3, 7-5) dans une fin de match tendue où elle sert une première fois pour le match à 5-3, battant la première top 10 de sa saison et « savourant sa victoire ». Ensuite, elle bat Ekaterina Makarova une ancienne top 10, (7-63, 6-4) avec autorité sans paniquer sur son jeu. Elle se qualifie pour sa première finale de Premier 5 en battant María Sákkari en demi-finale (6-3, 6-2) en 1 h 19,. Elle gagne le titre en près de 3 heures de jeu en battant l'Australienne Ashleigh Barty (6-73, 7-64, 6-2). Cette rencontre était une grosse bataille physique et mental pour elle et qu'avec les événements d'il y a quelques mois, elle « n’aurait pas trouvé l’énergie nécessaire et la concentration pour rester dans le match ». Devenant la première Française à gagner un gros titre depuis celui de Marion Bartoli à Wimbledon en 2013 ; et dans la catégorie des WTA Premier, une première depuis celui d'Aravane Rezaï à Madrid en 2010. Grâce à ce titre, Caroline Garcia atteint la 15e place mondiale. Elle continue sur sa bonne lancée à Pékin. Où, exemptée de 1er tour en raison de son titre la semaine précédente, elle bat successivement : Elise Mertens (7-64, 6-4), puis atomise Alizé Cornet (6-2, 6-1) et surtout Elina Svitolina, 3e joueuse mondiale (6-75, 7-5, 7-66). Ce combat, long de plus de 3 h 20 et plus belle victoire de sa carrière, connut plusieurs retournements de situation, avec 8 breaks (19 au total) dans la dernière manche, dont deux alors que l’Ukrainienne servait pour le match, et une balle de match sauvée dans le jeu décisif. Elle atteint ensuite sa 2e finale consécutive dans un tournoi Premier, en battant Petra Kvitová (6-3, 7-5) en une heure et demie, lui assurant ainsi d'entrer dans le top 10 la semaine suivante pour la première fois de sa carrière. Puis en finale, elle bat la future no 1 mondiale Simona Halep en 2 manches (6-4, 7-63) en 1 h 52 après une seconde manche accrochée et pouvant tourner du côté de la Roumaine,. Il s'agit de son 1er titre Premier Mandatory, catégorie équivalente aux Masters 1000 du circuit masculin. Elle devient ainsi la première joueuse à faire le doublé Wuhan-Pékin et première de la saison à remporter deux titres Premier consécutivement. Cette victoire lui permet également de faire un bond de 6 précieuses places et faire une percée dans le top 10 mondial chez les femmes, passant de la 15e à la 9e place mondiale. Devenant seulement la huitième joueuse française à intégrer le top 10 après Françoise Dürr, Mary Pierce, Nathalie Tauziat, Sandrine Testud, Julie Halard, Amélie Mauresmo (1re en 2004 puis en 2006) et Marion Bartoli.
Ses succès lui permettent également d’être virtuellement qualifiée pour le Masters de Singapour, réunissant les 8 meilleures joueuses, obligeant sa dernière poursuivante, Johanna Konta, à aller en finale à Moscou pour se qualifier. Cependant, la Britannique déclare forfait avant le début du tournoi, assurant ainsi à Garcia sa qualification pour le Masters. Il s'agit de la 8e Française de l'histoire à se qualifier pour ce prestigieux événement de fin de saison.
Au Masters de Singapour, Garcia est placée dans le Groupe Rouge avec la no 1 mondiale Simona Halep, la no 4 mondiale Elina Svitolina et la no 6 mondiale Caroline Wozniacki. Elle s'incline pour son premier match face à Halep en 2 manches (4-6, 2-6) en 1 h 27, mettant un terme à sa série de 11 victoires consécutives. Elle se rattrape en surpassant sa nervosité d'entrée de tournoi lors de son deuxième match face à Svitolina en l'emportant au mental lors d'un marathon de 2 h 44 en 3 manches (6-77, 6-3, 7-5). Se relançant dans la course à la qualification pour les demi-finales. Elle s'adjuge enfin une deuxième victoire, face à la Danoise Wozniacki (0-6, 6-3, 7-5) en 2 h 18, dans un match où elle a effectué une belle remontée dans le troisième set puisqu'elle était menée 5 jeux à 3. La victoire de Svitolina sur Halep dans le dernier simple de la poule, lui permet finalement de terminer première du groupe et de se qualifier pour les 1/2 finales, où elle affronte la 5e mondiale, Venus Williams. C'est la première Française à atteindre ce stade de la compétition aux Masters depuis Amélie Mauresmo en 2006. Elle s'incline en trois manches (7-63, 2-6, 3-6) en 2 h 29 de jeu aux portes de la finale, après les efforts physiques consentis lors de ses matchs précédents,.
Garcia termine sa saison à la huitième place mondiale au classement du 30 octobre. Elle est désignée no 1 française 2018 par la FFT.

### 2018: 1/8 de finale à l'Open d'Australie et meilleur classement en carrière

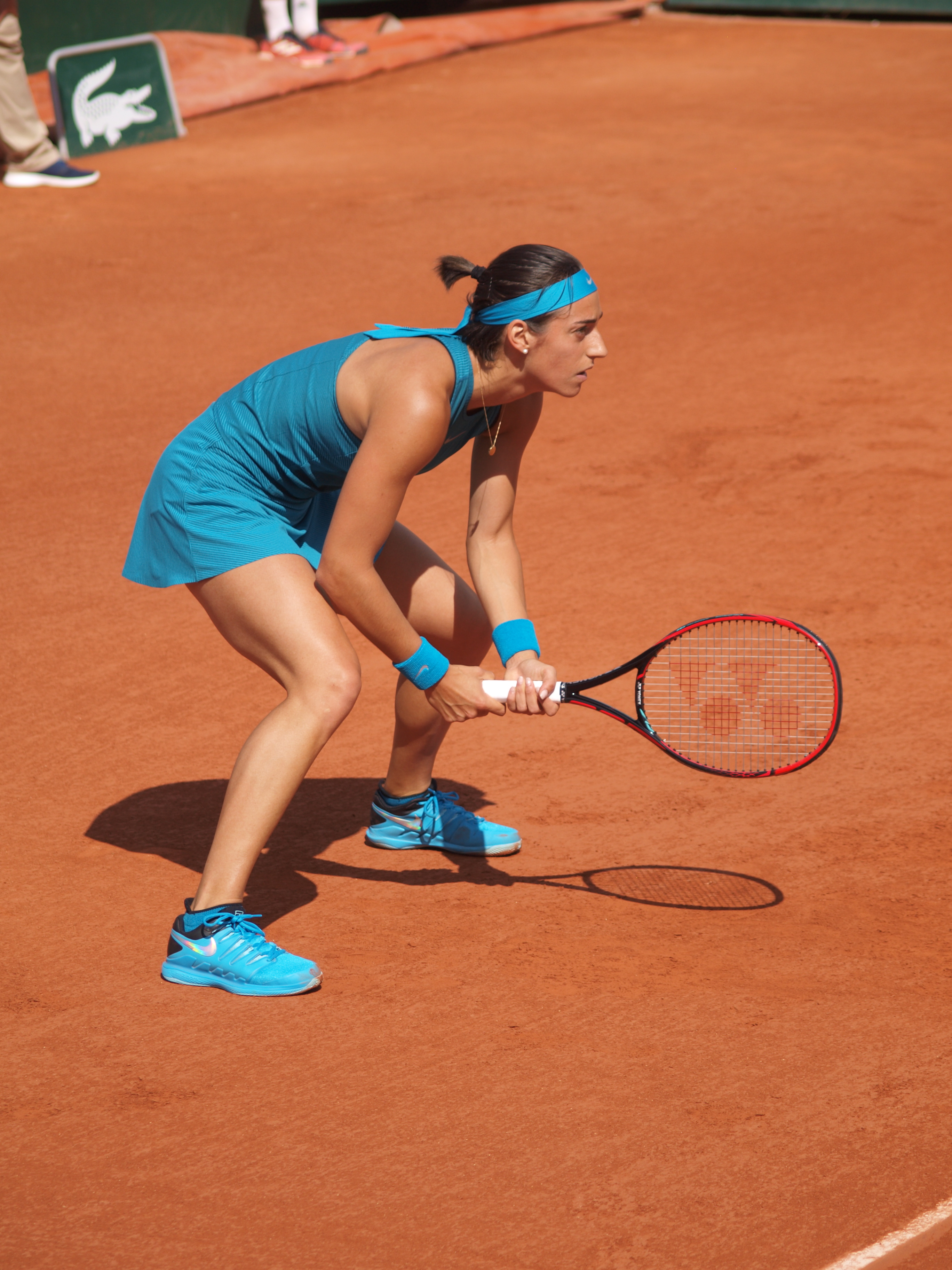
Caroline Garcia à Roland-Garros 2018.

En lever de rideau à l'Open d'Australie, elle atteint les 1/8 de finales avec un niveau tennistique fluctuant à chaque tour avec du bon et du déchet, mais remportant ses rencontres au mental. Passant au 1er tour Carina Witthöft (7-5, 6-3), puis difficilement la jeune Tchèque Markéta Vondroušová (6-73, 6-2, 8-6) et Aliaksandra Sasnovich (6-3, 5-7, 6-2). Elle s'incline sèchement (3-6, 2-6) par la tête de série numéro 17, Madison Keys. Après le match, elle dira qu'elle était « en dessous » sur ce match. Malgré cette défaite, profitant de la déconvenue de Venus Williams, elle gagne une place au classement et atteint le 7e rang à l'issue du tournoi, son meilleur classement en carrière.
À Doha et Dubaï, Garcia atteint les quarts de finale mais s'inclinant à chaque fois contre Garbiñe Muguruza (6-3, 1-6, 4-6), puis (5-7, 2-6). En mars à Indian Wells, elle atteint les 1/8 mais s'incline sèchement (1-6, 1-6) en une heure de jeu contre la 10e mondiale, Angelique Kerber. Et à Miami, elle déçoit de nouveau en tombant (3-6, 1-6) d'entrée de tournoi contre Alison Riske.
Début de la terre battue, Garcia commence par une demi-finale à Stuttgart. Battant sur son chemin dès le 1er tour Maria Sharapova (3-6, 7-66, 6-4) dans un match intense, puis la jeune qualifiée Marta Kostyuk (6-1, 3-6, 7-5) et surtout, la 4e mondial Elina Svitolina, dans un autre gros match (6-74, 6-4, 6-2) de 2 h 17 d'effort. Cependant, elle s'incline (4-6, 2-6) de façon surprenante contre Coco Vandeweghe. Puis à Madrid, Garcia passe avec autorité sans perdre la moindre manche Dominika Cibulková, Petra Martić, la 12e mondiale, Julia Görges et la locale, Carla Suárez Navarro pour atteindre le dernier carré. Elle est battue sèchement (2-6, 2-6) en tout juste une heure face à Kiki Bertens, où la Française est passée à côté de son match et n'avait aucune solution. Enfin à Rome, la Française arrive en quart de finale en battant Tímea Babos et la 10e mondiale, Sloane Stephens (6-1, 7-67) ; mais elle s'incline (2-6, 3-6) à nouveau en deux manches dans une rencontre importante face à la no 1 mondiale, Simona Halep après 1 h 13 de jeu. Aux Internationaux de France, Garcia passe les Chinoises Duan Ying-Ying (6-1, 6-0) et plus difficilement Peng Shuai (6-4, 3-6, 6-3), puis Irina-Camelia Begu (6-1, 6-3) pour rallier les 1/8 de finale. Elle perd contre la tête de série numéro 12, Angelique Kerber (2-6, 3-6) et déçoit dans son attitude et dans ses performances en Grand Chelem.
Sa tournée sur gazon n'est pas à la hauteur de son statut avec un quart de finale à Majorque et une défaite d'entrée à Wimbledon face à Belinda Bencic (6-72, 3-6).
Sur ciment américain au tournoi du Canada, elle réagit en battant Magdaléna Rybáriková et Maria Sharapova, mais perd à nouveau contre Simona Halep (5-7, 1-6) en 1/4 de finale.
Au tournoi de Cincinnati, elle perd en huitième de finale face à la star montante du tennis Aryna Sabalenka (4-6, 6-3, 5-7) en ayant eu une balle de match. Puis, au tournoi de New Haven, étant tête de série no 2, elle passe le premier tour difficilement face à Aliaksandra Sasnovich (6²-7, 6-2, 6-4) et perd face à la portoricaine Mónica Puig (5-7, 6-1, 2-6). À l'US open, elle passe son premier tour facilement face à Johanna Konta (6-2, 6-2) puis difficilement son second tour face encore une fois à Mónica Puig (6-2, 1-6, 7-5) et perd ensuite face à l'espagnole Carla Suárez Navarro (7-5, 4-6, 6-7).
Pour la défense de ses titres à Wuhan et à Pékin, elle perd d'abord au premier face à Kateřina Siniaková (6-3, 6-7, 6-7) puis en huitième de finale face à Aryna Sabalenka (7-5, 6-7, 0-6) et passe de la 4e à la 16e place en l'espace de 15 jours. Enfin, au tournoi de Tianjin, elle reprend des couleurs en gagnant le titre face à la tchèque Karolína Plíšková (7-6, 6-3).
Avec cette victoire, elle est qualifiée pour participer au Elite Trophy, où elle perd son premier match de poule face à Ashleigh Barty (3-6, 4-6) et gagne son second match face à Aryna Sabalenka (6-4, 6-4). Néanmoins, elle n'est pas qualifiée pour le tableau final.
Caroline Garcia termine l'année à la 19e place.

### 2019. Victoire en Fed Cup
Caroline Garcia entame sa saison à Shenzhen et perd dès le premier tour face à la qualifiée Ivana Jorović (4-6, 2-6). Ensuite, à Hobart, elle perd encore une fois au premier tour mais cette fois-ci face à l'américaine Sofia Kenin (3-6, 2-6). À l'Open d'Australie, elle passe le premier tour face à sa compatriote Jessika Ponchet (6-2, 6-3).
À Roland-Garros, elle est tête de série numéro 24 mais ne passe pas le deuxième tour, battue par la jeune Russe Anna Blinkova issue des qualifications, s'effondrant sur un 6-4 dans le troisième set alors qu'elle menait 4-2.
Son huitième titre, elle va le chercher à Nottingham, où, le 16 juin, elle bat en finale la Croate Donna Vekić en trois sets (2-6, 7-6, 7-6). Cependant, elle s'incline cinq jours plus tard à Majorque où elle est battue en quart de finale par Angelique Kerber (6-2, 7-6).
Par la suite, elle se présente au tournoi de Majorque en tant que tête de série numéro 6. Après être venue à bout de Victoria Azarenka puis de Paula Badosa en trois sets chacune, elle tombe en deux sets face à la tête de série numéro 1, Angelique Kerber (6-3, 7-6). Elle reste donc sur le même résultat que l’an passé.
Arrive ensuite le tournoi de Wimbledon, où elle s’incline sèchement dès le premier tour, battue par Zhang Shuai en deux sets (6-4, 6-0). Là encore elle réalise le même résultat qu’en 2018.
Caroline Garcia renoue avec la victoire en s’offrant Antonia Lottner au premier tour du très helvétique tournoi de Lausanne. Cependant, elle subit à nouveau une défaite au tour suivant en s’inclinant face à l’américaine Bernarda Pera (6-2, 6-4).
Le tournoi de Jurmala verra Caroline écrire le même scénario, avec une victoire (accrochée) au premier tour contre Kristýna Plíšková (6-3, 6-7, 7-6) puis une défaite face à sa compatriote Chloé Paquet (accrochée elle aussi : 6-4, 4-6, 3-6).
Caroline Garcia va ensuite subir une série de déconvenues en commençant par Toronto (face à Jeļena Ostapenko, 6-3, 6-3) puis viendra Cincinnati (face à Iga Świątek, 7-6, 6-1) et enfin l’US Open (face à Ons Jabeur, 7-6, 6-2) trois défaites au premier tour.
Le 10 novembre 2019, elle remporte la Fed Cup avec l'équipe de France. Lors de la finale face à l'Australie, elle perd le premier simple face à Ashleigh Barty (numéro 1 mondiale) avant de s'imposer dans le double décisif avec Kristina Mladenovic.

### 2020. Début de saison en demi-teinte, reprise timide en août mais 1/8 de finale à Roland-Garros
Caroline Garcia est éliminée lors du deuxième tour du Tournoi d'Auckland (4-6, 4-6) par Eugenie Bouchard.
Elle s'incline également au deuxième tour de l'Open d'Australie face à Ons Jabeur (6-1, 2-6, 3-6) puis s'ensuit une défaite au premier tour face à sa compatriote Fiona Ferro (5-7, 6-3, 3-6) lors du tournoi de Saint-Pétersbourg. Après ce match face à Ferro, Garcia se dit insultée et menacée par des parieurs en ligne en déclarant sur Instagram: « C'est du classique après une défaite. Aujourd'hui je voulais, juste les partager... ça ne change pas ma vie ni mes objectifs. ».
Garcia perd à nouveau au premier tour lors du tournoi de Doha, cette fois-ci face à Bernarda Pera (3-6, 1-6).
Elle participe ensuite au tournoi de Lyon, plus important pour elle, car à domicile. Garcia élimine deux joueuses belges. Au premier tour Greet Minnen avec difficulté en 3 sets (6-4, 1-6, 7-6) puis Ysaline Bonaventure en huitièmes de finale (7-5, 6-2). Elle affronte une troisième joueuse belge en quarts de finale, Alison Van Uytvanck, mais s'incline en deux sets (2-6, 2-6).
Le 23 août, Garcia reprend la compétition en participant au tournoi de Cincinnati. Elle élimine Sloane Stephens en deux sets (6-3, 7-6) au premier tour. Le lendemain, Garcia s'incline au deuxième tour face à Victoria Azarenka (2-6, 6-7). Elle commence l'US Open le 31 août, en sortant au premier tour Jasmine Paolini en deux sets (6-3, 6-2). Au deuxième tour, elle sort la tête de série numéro 1 du tournoi, Karolína Plíšková (6-1, 7-6) mais Garcia est éliminée lors du troisième tour face à Jennifer Brady (3-6, 3-6).
Garcia participe alors au Tournoi d'Istanbul. Elle remporte avec difficulté son match du premier tour face à Çağla Büyükakçay en trois sets (6-4, 0-6, 7-5) mais s'incline dès le second face à la qualifiée Tereza Martincová (1-6, 4-6).
En préparation pour Roland-Garros, Caroline Garcia affronte Anett Kontaveit le 15 septembre lors du premier tour du Tournoi de Rome. Garcia s'incline en deux sets face à la tête de série numéro 14 (3-6, 6-7).
La revanche a lieu le 27 septembre lors du premier tour de Roland Garros et Garcia s'impose en trois sets (6-4, 3-6, 6-4) face à Kontaveit. Elle passe le deuxième tour face à Aliaksandra Sasnovich (7-6, 6-2) puis le troisième en battant Elise Mertens en trois sets (1-6, 6-4, 7-5). Garcia s'incline finalement en huitièmes de finale face à Elina Svitolina (6-1, 6-3). Deux jours après ce match, Garcia met un terme à sa saison en raison d'une blessure au pied.

### 2021. Année décevante et sortie du top 50
Garcia commence sa saison 2021 au tournoi de Melbourne. Elle est la tête de série numéro 12 du tournoi et remporte son premier match dans la foulée contre Arina Rodionova (6-3, 6-4) ainsi que celui du deuxième tour contre Tímea Babos (6-4, 6-4). Elle retrouve Elise Mertens au troisième tour et s'incline en deux sets face à la Belge (6-7, 3-6).
Elle débute par une victoire au premier tour de l'Open d'Australie en s'imposant en deux sets face à Polona Hercog (7-6, 6-3) mais s'incline dès le deuxième tour face à la tête de série numéro 3 Naomi Osaka (2-6, 3-6), future vainqueur du tournoi.
Elle enchaîne durant les semaines suivantes les performances décevantes en s'inclinant d'entrée à Melbourne 2 et Adelaïde.

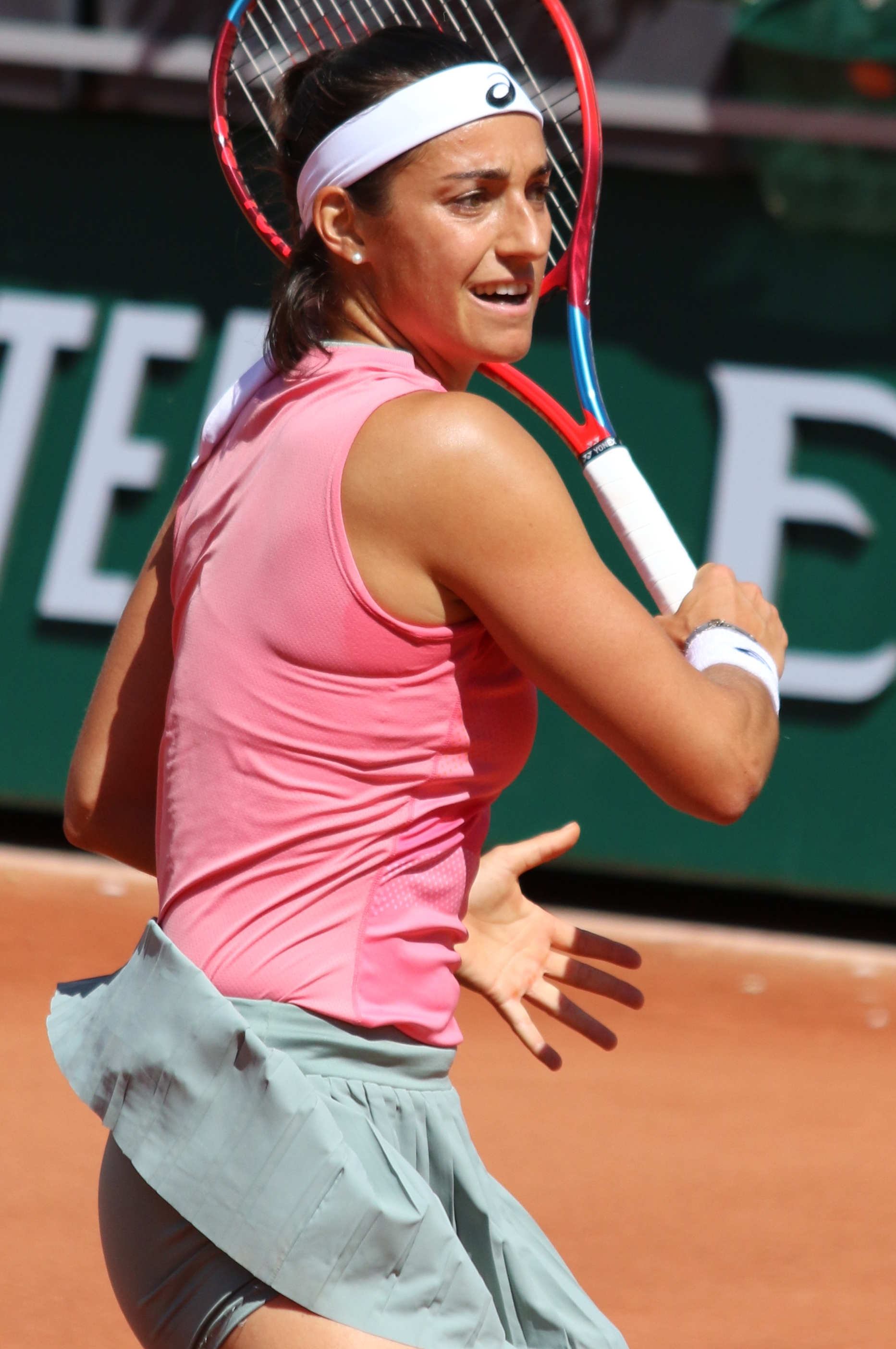
Caroline Garcia à Roland-Garros 2021.

Au tournoi de Lyon, après une victoire en trois sets au premier tour contre sa compatriote Océane Dodin (6-2, 2-6, 6-3), Garcia est éliminée au tour suivant par Viktorija Golubic (1-6, 2-6), 130e mondiale. Elle reprend des couleurs à Dubaï, en atteignant le troisième tour (défaite contre Elise Mertens) mais en battant l'ancienne numéro une mondiale Angelique Kerber dès le premier tour (3-6, 6-2, 6-4).
Elle enchaîne les deuxièmes tours à Miami (contre la numéro trois mondiale Simona Halep), Rome, Strasbourg, Roland Garros et Birmingham et parvient en quarts de finale à Parme contre Kateřina Siniaková (5-7, 1-6).
Elle s'incline dès le premier tour à Wimbledon en deux sets face à Jessica Pegula (3-6, 1-6).
Elle parvient en demi-finale pour la première fois dans un tournoi depuis plus de deux ans à Lausanne mais s'incline contre sa compatriote Clara Burel (7-5, 2-6, 2-6), néophyte à ce niveau.
Garcia s'incline dès le premier tour aux Jeux olympiques à Tokyo en trois sets face à Donna Vekić (2-6, 7-6, 3-6) et à Hambourg contre la locale Jule Niemeier, 167e (4-6, 2-6).
Elle atteint aussi le deuxième tour sans aller plus loin à San Jose, Cincinnati (après être sortie des qualifications et défaite par Garbiñe Muguruza) et Cleveland, et s'incline au premier tour de Montréal.
Lors de l'US Open, Garcia passe le premier tour contre Harriet Dart en trois sets (6-7, 6-4, 6-2) mais s'incline au deuxième tour face à Elena Rybakina en deux sets (1-6, 4-6). Deux nouvelles défaites au premier tour à Ostrava et Chicago (contre la qualifiée Japonaise Mai Hontama, 200e mondiale).
À Indian Wells, Garcia passe le premier tour contre Kirsten Flipkens en trois sets (5-7, 6-4, 6-0) avant de s'incliner contre Coco Gauff en trois sets lors du tour suivant (3-6, 7-6, 1-6). Elle conclut son année décevante par une note légèrement positive en atteignant les quarts de finale du tournoi de Limoges. C'est la première fois depuis huit ans qu'elle ne termine pas dans le Top 50.

### 2022. Consécration: victoire en double à Roland-Garros, quatre titres en simple dont le WTA 1000 de Cincinnati et le Masters ainsi que première demi-finale de Grand Chelem à l'US Open
Caroline Garcia commence l'année à la 74e place mondiale, toujours sur une pente descendante depuis l'année 2017. Elle s'inscrit dès le début de la saison à l'un des deux tournois WTA 250 de Melbourne, tournois de préparation à l'Open d'Australie. Dans la droite lignée de sa saison 2021, elle réalise un tournoi décevant, étant défaite dès le premier tour par la joueuse lettone Anastasija Sevastova en deux sets (6-4, 6-4). La semaine suivante, Garcia fait partie des 30 joueuses inscrites au tournoi WTA 500 de Sydney, où le tableau est très relevé. Elle parvient à s'imposer au premier tour face à Jessica Pegula, alors 18e joueuse mondiale, en deux sets (6-4, 7-6). Elle bénéficie ensuite du forfait de Elena Rybakina, 14e joueuse mondiale et tête de série no 9, pour se qualifier en quarts de finale. Néanmoins, elle sera très sèchement battue par la tête de série no 3 et future finaliste du tournoi, Barbora Krejčíková (6-0, 6-2).
Elle s'engage alors à l'Open d'Australie avec peu de victoires à son actif depuis le début de la saison et avec une confiance en berne. Elle est ainsi défaite dès le premier tour du premier Grand Chelem de l'année par la jeune américaine de 20 ans Hailey Baptiste, 168e mondiale et issue des qualifications, dans un match très serré en trois sets (4-6, 7-6, 3-6).
Quelques semaines plus tard, Caroline Garcia bénéficie d'une wildcard pour le tournoi WTA 500 de Dubai. Malgré un tennis qui retrouve des couleurs, elle connaît une défaite encourageante au premier tour face à la numéro 3 mondiale et tête de série no 2 du tournoi, Barbora Krejčíková, sur le score de 6-4, 7-6. La semaine suivante, elle bénéficie à nouveau d'une wildcard lui permettant d'intégrer le tableau principal du tournoi WTA 1000 de Doha. Elle parvient à se débarrasser assez facilement de la lauréate du tournoi en 2014, Simona Halep, désormais 27e joueuse mondiale, au premier tour, en deux sets (6-4, 6-3). Caroline Garcia réalise un match complet, parvenant à tenir la cadence face à la joueuse roumaine et à frapper de nombreux coups gagnants. Au deuxième tour, elle affronte Coco Gauff, 23e joueuse mondiale et tête de série no 14. Elle s'incline en deux sets (6-2, 7-6).

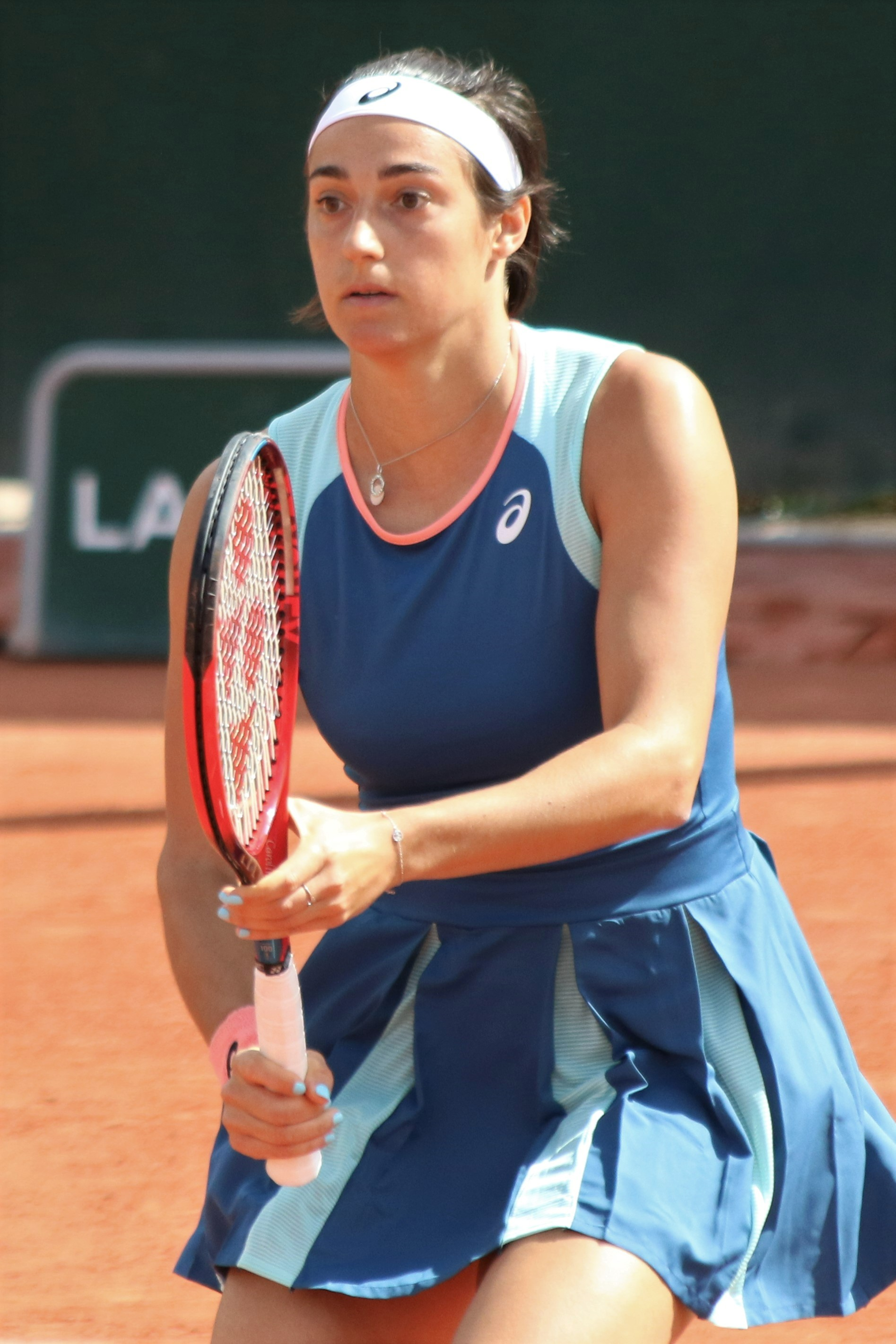
Caroline Garcia à Roland-Garros 2022.

Au tournoi WTA 250 de Lyon, tournoi duquel elle est l'ambassadrice, Caroline Garcia hérite au premier tour de l'italienne Camila Giorgi, tête de série no 1 du tournoi, alors classée 29e mondiale. Après avoir cédé le premier set, Caroline Garcia parvient à renverser la tendance et s'impose finalement (5-7, 6-4, 6-0). Au deuxième tour, elle est à nouveau opposée à une Italienne, Martina Trevisan, et s'impose en trois sets (6-4, 2-6, 6-3). Elle rencontre en quarts de finale, à Alison Van Uytvanck. La Lyonnaise parvient, malgré la perte du premier set, à s'imposer (4-6, 6-3, 7-5), à l'issue d'un match aux allures de vengeance, la Belge l'ayant battue au même stade de la compétition deux ans auparavant. Caroline s'incline finalement en demi-finale face à Zhang Shuai, future lauréate du tournoi, sur le score de 6-2, 7-5.
La tournée américaine commence au tournoi WTA 1000 de Indian Wells. Opposée à Dayana Yastremska au premier tour, récente finaliste du tournoi WTA 250 de Lyon, Caroline Garcia s'impose au terme d'un match à suspense (6-4, 6-7, 7-5). Elle sera néanmoins défaite au second tour par la jeune Emma Raducanu, tête de série no 11 (6-1, 3-6, 6-1). La tournée américaine se poursuit lors du tournoi WTA 1000 de Miami, mais Caroline Garcia, blessée au pied, est contrainte d'abandonner dès le premier tour face à la Hongroise Anna Bondár.
À Roland-Garros, après avoir écarté au premier tour Taylor Townsend (6-3, 6-4), elle perd son deuxième match contre Madison Keys (4-6, 63-7). Associée à Kristina Mladenovic, elle remporte le tournoi en double en s'imposant en finale, face à la paire américaine Coco Gauff et Jessica Pegula (2-6, 6-3, 6-2).
En tournoi sur gazon, en préparation au Grand Chelem de Wimbledon, Caroline Garcia participe à celui de Nottingham où elle s'incline au second tour face à Alison Riske (4-6, 5-7) et s'incline également au même stade de la compétition à Birmingham contre Katie Boulter (65-7, 1-6). Elle participe au tournoi de Bad Homburg où, après un match difficile en finale, elle s'impose avec beaucoup de détermination face à Bianca Andreescu (65-7, 6-4, 6-4), remportant ainsi son premier titre depuis 2019 et son 9e en simple,. Elle s'incline à Wimbledon, en huitième de finale face à la Tchèque Marie Bouzková (5-7, 2-6) après avoir battu les anglaises Yuriko Miyazaki et Emma Raducanu, tête de série numéro 10 (6-3, 6-3). Au troisième tour, elle bat Zhang Shuai dans un match très serré de deux tie-break.
Caroline Garcia retrouve la terre battue où elle enregistre de bons résultats. Au tournoi WTA 250 de Lugano elle arrive en demi-finale, après avoir battu facilement Jasmine Paolini (6-3, 6-3), Léolia Jeanjean (6-1, 6-4) et Sara Sorribes Tormo (6-4, 6-1). Néanmoins, elle perd contre Petra Martić (4-6, 6-1, 3-6). Elle enchaîne à Palerme où elle bat sa compatriote Chloé Paquet (62-7, 6-2, 6-2) puis Elisabetta Cocciaretto (0-6, 6-3, 6-4) mais perd contre l'Italienne Lucia Bronzetti (6-3, 5-7, 3-6). Elle continue à Varsovie où elle bat Misaki Doi (7-5, 6-4) puis une nouvelle fois Elisabetta Cocciaretto (6-3, 7-5) pour arriver en quarts de finale. En quart, elle réalise un exploit en battant la numéro 1 mondiale Iga Świątek chez elle en Pologne en trois sets (6-1, 1-6, 6-4). Elle continue ses performances en battant Jasmine Paolini (6-1, 6-2), puis Ana Bogdan en finale (6-4, 6-1) remportant ainsi son 10e titre en simple.
Issue des qualifications et alors 35e mondial, au WTA 1000 de Cincinnati, Garcia réussi un gros parcours avec une bonne victoire sur Petra Martić (6-3, 6-3), puis la 3e mondiale, María Sákkari (7-62, 66-7, 6-1), après Elise Mertens (6-4, 7-5) pour rallier les quarts. Elle se qualifie pour la finale avec deux victoires sur deux autres top 10 : Jessica Pegula (6-1, 7-5) et Aryna Sabalenka (6-2, 4-6, 6-1) en deux heures de jeu,. Caroline Garcia bat Petra Kvitová (6-2, 6-4) en 1 h 42 et devient ainsi la première qualifiée à remporter un tournoi de cette importance,.
À l'US Open, après avoir écarté en huitièmes de finale Alison Riske (6-4, 6-1) et en quart Coco Gauff (6-3, 6-4), elle s'incline en demi-finale face à Ons Jabeur (1-6, 3-6), réalisant sa meilleure performance dans un tournoi du Grand Chelem et devenant la huitième joueuse française à atteindre ce résultat dans l'ère open.
Il s'ensuit une période plus moyenne où elle perd d'entrée à Tokyo dans un match très serré contre Zhang Shuai (6-4, 6-7, 6-7) et à San Diego contre Danielle Collins (2-6, 6-7). Elle enchaîne avec le tournoi de Guadalajara, où après avoir battu Rebecca Marino (6-7, 6-3, 7-6), elle s'incline en huitièmes de finale contre l'Américaine Sloane Stephens, qui ne l'avait plus battue depuis huit ans (6-7, 5-7). Malgré cette défaite, elle était assurée de participer au Masters pour la première fois depuis 2017 après la défaite de la Bélarusse Aryna Sabalenka dès son entrée en lice au tournoi.
Quelques jours après le départ de son entraîneur Bertrand Perret, remplacé pour l'occasion par Juan Pablo Guzmán.
Au Masters à Fort Worth (Texas), Garcia est placée dans le groupe Tracy Austin avec Iga Świątek, Coco Gauff et Daria Kasatkina. En 1 h 18, elle remporte (6-4, 6-3) son premier match contre Gauff mais se fait cueillir (3-6, 2-6) par Świątek. Dans une rencontre tendue de 2 h 27 de jeu, la Française fini par remporter la rencontre (4-6, 6-1, 7-65) face à Daria Kasatkina,. Caroline poursuit son périple en dominant (6-3, 6-2) la Grecque María Sákkari en 1 h 15 pour disputer sa première finale au Masters,. Le 7 novembre, Caroline Garcia remporte le plus grand titre de sa carrière en s'imposant en finale des WTA Finals face à Aryna Sabalenka (7-64, 6-4) après 1 h 41 de jeu,.
Elle est également la deuxième Française à décrocher ce trophée après Amélie Mauresmo en 2005 et égale le meilleur classement de sa carrière pour finir l'année à la quatrième place mondiale.

### 2023. Demi-finale à Guadalajara mais année décevante et sortie du Top 10
Caroline Garcia aborde sa saison 2023 en officialisant la pérennisation de sa collaboration avec Juan Pablo Guzmán comme entraîneur.
Annoncée comme une des favorites de l'Open d'Australie, elle s'impose devant deux Canadiennes, la qualifiée Katherine Sebov (6-3, 6-0) et Leylah Fernandez (7-6, 7-5). Elle bat au troisième tour l'Allemande Laura Siegemund en trois sets (1-6, 6-3, 6-3) pour égaler son meilleur résultat dans le tournoi, un huitième de finale. Elle est néanmoins éliminée par la Polonaise Magda Linette, novice à ce niveau (6-7, 4-6).
Début février, elle dispute le tournoi de Lyon, en tant que tête de série numéro une. Elle s'impose contre Tereza Martincová (6-4, 7-6), renverse Alison Van Uytvanck (2-6, 6-0, 6-1) et bat Jasmine Paolini (7-5, 7-5) et Camila Osorio (6-2, 6-2) pour disputer sa première finale en 2023, la troisième de sa carrière en France. Favorite, elle est pourtant battue par la jeune Alycia Parks (6-7, 5-7). Elle s'envole pour Doha une quelques jours après sa finale et élimine Karolína Muchová dans un combat serré (6-7, 7-5, 6-4) au second tour mais est sortie en quarts de finale par María Sákkari (2-6, 7-6, 6-7) qui la bat pour la première fois. Elle est battue d'entrée à Dubaï fin février par l'Américaine Madison Keys (5-7, 4-6).
La semaine suivante, elle parvient de nouveau en finale à la faveur de victoires sur Kaja Juvan (6-3, 6-4), Nuria Párrizas Díaz (6-3, 6-2), Mayar Sherif (6-0, 6-4) et Elise Mertens (6-3, 6-4) mais s'incline de nouveau également face à la Croate Donna Vekić (4-6, 6-3, 5-7) à Monterrey. Elle enchaîne avec le tournoi d'Indian Wells mais après des victoires sur la repêchée Dalma Gálfi (6-1, 6-7, 6-4) et l'ancienne finaliste de l'US Open, Leylah Fernandez pour la deuxième fois de l'année (6-4, 6-7, 6-1) elle est défaite en trois sets par la Roumaine Sorana Cîrstea (4-6, 6-4, 5-7). Elle tombe contre la même adversaire au second tour de Miami une semaine plus tard (2-6, 3-6). Cette tournée américaine est marquée par le départ de la préparatrice physique de Caroline Garcia, Laura Legoupil. Quelques jours après ce changement, Caroline Garcia reprend Bertrand Perret comme entraîneur.
Pour le début de saison sur terre battue, elle enchaîne les troisièmes tours aux tournois de Stuttgart, Madrid et Rome. En Allemagne, après s'être défaite de la locale Tatjana Maria (7-6, 6-4), elle se fait renverser par la Russe Anastasia Potapova (6-4, 3-6, 3-6). Elle s'arrête au même stade dans la capitale espagnole (victoire sur Yulia Putintseva, 6-3, 6-4 et perd contre l'Égyptienne Mayar Sherif, 6-7, 3-6), à Rome (après avoir battu difficilement Ana Bogdan 6-4, 3-6, 7-5, elle est battue par la centième joueuse mondiale Camila Osorio 4-6, 4-6). À Roland-Garros, elle passe le premier tour en battant la Chinoise Wang Xiyu (7-6, 4-6, 6-4), elle s'incline ensuite face à la Russe Anna Blinkova (6-4, 3-6, 5-7).
Elle retrouve le gazon avec davantage de réussite à Berlin et réussit pour la première fois depuis plus de trois mois à gagner deux matchs à la suite contre l'ancienne finaliste de Wimbledon Sabine Lisicki (7-6, 6-3) et la qualifiée Jaimee Fourlis (6-3, 6-2). Elle doit cependant s'incliner en quarts de finale contre l'ancienne numéro deux mondiale et spécialiste du gazon Petra Kvitová (4-6, 6-7) qu'elle rencontre sur le circuit pour la dixième fois. Elle réitère cette performance à Eastbourne en battant deux qualifiées, Madison Brengle (6-1, 7-5) et Ana Bogdan (6-3, 6-4) mais doit abandonner, blessée à une épaule contre la Russe Daria Kasatkina en quarts (2-6, 1-2 ab.). Comme lors des tournois précédents, elle gagne deux matchs à Wimbledon contre Katie Volynets (6-4, 6-3) et surtout contre la Canadienne Leylah Fernandez au bout d'un match serré (3-6, 6-4, 7-6). Dernière française en lice, elle s'incline cependant au troisième tour contre la même adversaire que l'année passée, la Tchèque Marie Bouzková (6-7, 6-4, 5-7).
Démarrant le tournée américaine avec beaucoup de points à defendre, elle confirme ses difficultés à gagner cette saison en s'inclinant d'entrée à Washington contre Marta Kostyuk (2-6, 3-6) et à l'Open du Canada de nouveau contre Marie Bouzková (4-6, 6-4, 2-6), tournoi dans lequel elle n'a plus gagné un match depuis cinq ans. A Cincinnati, alors qu'elle est tenante du titre, elle perd un quatrième match d'affilée, contre la locale Sloane Stephens (6-4, 4-6, 4-6). Elle aborde le tournoi de Cleveland, juste avant l'US Open en tant que tête de série numéro une et y gagne deux matchs contre la Tchèque Linda Fruhvirtová (6-3, 6-2) et la locale Peyton Stearns (7-6, 6-3) mais échoue en quarts de finale contre la Chinoise Zhu Lin (4-6, 1-6).
Alors qu'elle a une demi-finale à défendre à l'US Open, elle sort dès le premier tour du Grand Chelem américain contre la 114e mondiale, Wang Yafan (4-6, 1-6). Elle prend sa revanche sur l'ancienne numéro trois mondiale Sloane Stephens à San  Diego (6-3, 3-6, 6-1) mais tombe contre une autre locale, Danielle Collins (2-6, 3-6) en quarts de finale. Elle sort à l'issue du ce tournoi du Top 10. Elle remonte un peu la pente de sa saison à Guadalajara, où elle renverse Aliaksandra Sasnovich (4-6, 7-6, 6-4) puis l'emporte en deux sets sur l'Américaine Hailey Baptiste (7-5, 6-4) et sur l'ancienne numéro une Victoria Azarenka (6-3, 6-4) pour jouer les demi-finale du WTA 1000. Elle rencontre alors la Grecque María Sákkari, finaliste l'année passée et qui retrouve la finale en battant la Française sèchement (3-6, 0-6) pour leur première confrontation. Elle retrouve la Grecque en quarts de finale à Tokyo après avoir éliminée l'Ukrainienne Anhelina Kalinina (6-4, 6-3) mais comme la semaine passée, elle ne gagne pas plus de quatre jeux (2-6, 2-6). Elle sort deux nouvelles Ukrainiennes lors du tournoi de Pékin, Kateryna Baindl (6-2, 6-4) et Anhelina Kalinina (6-3, 6-2) ainsi que la Kazakh Yulia Putintseva (6-3, 3-6, 6-3) pour jouer son premier quart de finale en capitale chinoise depuis six ans. Elle est alors confrontée à la numéro deux mondiale Iga Świątek et cède avec résistance (7-6, 6-7, 1-6), ce qui l'empêche définitivement de disputer le Masters de fin d'année dont elle est tenante du titre. Elle continue de patiner en tombant d'entrée à Zhengzhou contre l'Italienne Jasmine Paolini (6-3, 4-6, 5-7).

### 2024. Nouvelle demi-finale à Guadalajara, sortie du Top 50
La Française démarre l'année par une défaite logique à l'United Cup contre la numéro une mondiale Iga Świątek, vainqueur du Masters, en lui prenant le premier set (6-4, 1-6, 1-6). Elle gagne difficilement son match contre la 539e Malene Helgø (6-2, 6-7, 7-6) mais obtient prend sa revanche sur Jasmine Paolini (6-4, 5-7, 6-4), qui atteindra la quatrième place mondiale en fin d'année et renverse l'ancienne numéro une Angelique Kerber qui dispute sa dernière saison sur le circuit (1-6, 6-2, 6-2).
Elle gagne en trois manches à Adelaïde son match contre la jeune 203e et invitée Taylah Preston (6-4, 1-6, 6-3) qui joue sa première année pleine sur le circuit avant d'être éliminée par la douzième joueuse mondiale Jeļena Ostapenko (4-6, 7-5, 4-6), dans un match serré. Elle obtient un tirage difficile au premier tour de l'Open d'Australie où elle défie Naomi Osaka, ancienne numéro une et qui revient sur le circuit. Elle sort un bon match et écarte la Japonaise en deux sets (6-4, 7-6) avant de tomber comme l'année passée contre une Polonaise, Magdalena Fręch sur le même score qu'elle avait infligé au premier tour à son adversaire précédent.
La tournée arabe en février est compliquée avec trois défaites en autant de matchs. Tête de série no 15 à Doha, elle est sortie par la revancharde Naomi Osaka (5-7, 4-6) mais également d'entrée à Abou Dhabi contre la Roumaine Sorana Cîrstea (7-6, 4-6, 4-6) et à Dubaï, renversée par la jeune Américaine Ashlyn Krueger (6-3, 3-6, 3-6). En mars 2024, elle atteint la finale de la première édition du tournoi de double mixte d'Indian Wells (non pris en compte par les palmarès officiels) au côté de son compatriote Édouard Roger-Vasselin. Dans le tableau de simple, elle passe un tour contre Viktoriya Tomova (6-1, 3-6, 6-3), brisant sa mauvaise série avant de s'incliner contre María Sákkari, tête de série no 9 (3-6, 4-6) et future finaliste.
Fin mars, au WTA 1000 Miami, elle atteint les quarts de finale pour la première fois en dix participations au tournoi, profitant de l'abandon de Viktoriya Tomova (6-1 5-2 ab.) puis éliminant coup sur coup Naomi Osaka (7-6, 7-5) qu'elle joue pour la troisième fois de l'année et la numéro trois mondiale Coco Gauff, vainqueur du dernier US Open (6-3, 1-6, 6-2), ce qui constitue sa première victoire sur une Top 10 depuis plus d'un an. Elle s'incline contre Danielle Collins (3-6, 2-6) qui remportera son plus beau titre en carrière quelques jours plus tard en quarts de finale.
Elle enchaîne un nouveau bon résultat à Rouen sur terre en tant que tête de série numéro deux et se défait de l'Italienne Elisabetta Cocciaretto (6-1, 3-6, 7-5), de la Slovaque Anna Karolína Schmiedlová (6-1, 6-0) et de la qualifiée Elena-Gabriela Ruse (6-3, 6-4) avant de perdre en demi-finale contre l'ancienne numéro trois Sloane Stephens (3-6, 2-6), futur vainqueur du tournoi. Elle subit une défaite logique à Madrid contre Jasmine Paolini qui prend sa revanche du début d'année (3-6, 2-6), et qui parviendra jusqu'en finale à Roland Garros et Wimbledon après avoir sorti la Chinoise Wang Xinyu (6-1, 6-4). Après une autre victoire à Rome contre la locale Elisabetta Cocciaretto (6-2, 7-6), elle tombe de nouveau contre Danielle Collins (3-6, 3-6). La saison sur ocre se termine par un nouveau deuxième tour à Roland Garros. Elle avait rencontré d'entrée des difficultés contre la qualifiée Allemande Eva Lys (4-6, 7-5, 6-2) qui disputait pour la première fois le tableau final du Majeur parisien avant d'être sortie par Sofia Kenin, ancienne finaliste (3-6, 3-6).
Elle ne joue que deux matchs sur gazon, à Wimbledon, remportant le premier contre Anna Blinkova (6-4, 7-5) mais cédant contre l'Américaine Bernarda Pera (6-3, 3-6, 4-6), renversée en trois manches par l'Américaine qui vient de remporter son premier match au Temple. Disputant les Jeux Olympiques de Paris 2024, elle voit la Roumaine Jaqueline Cristian lui poser des difficultés et remonter le cours de la partie (7-5, 3-6, 4-6). Une troisième défaite consécutive à l'US Open contre la Mexicaine Renata Zarazúa qui joue pour la première fois le tableau final de ce tournoi du Grand Chelem (1-6, 4-6) confirme ses difficultés. Elle revient de nouveau en demi-finale à Guadalajara mi-septembre après l'US Open, en remportant deux tie-breaks contre la Japonaise Ena Shibahara puis en profitant du forfait de la Tchèque Marie Bouzková. Elle cède encore une fois à ce stade, contre la Polonaise Magdalena Fręch (6-7, 5-7) qui accède à sa deuxième finale en carrière. Elle annonce fin septembre mettre un terme à sa saison.

### 2025. Sortie du Top 100 et retraite sportive

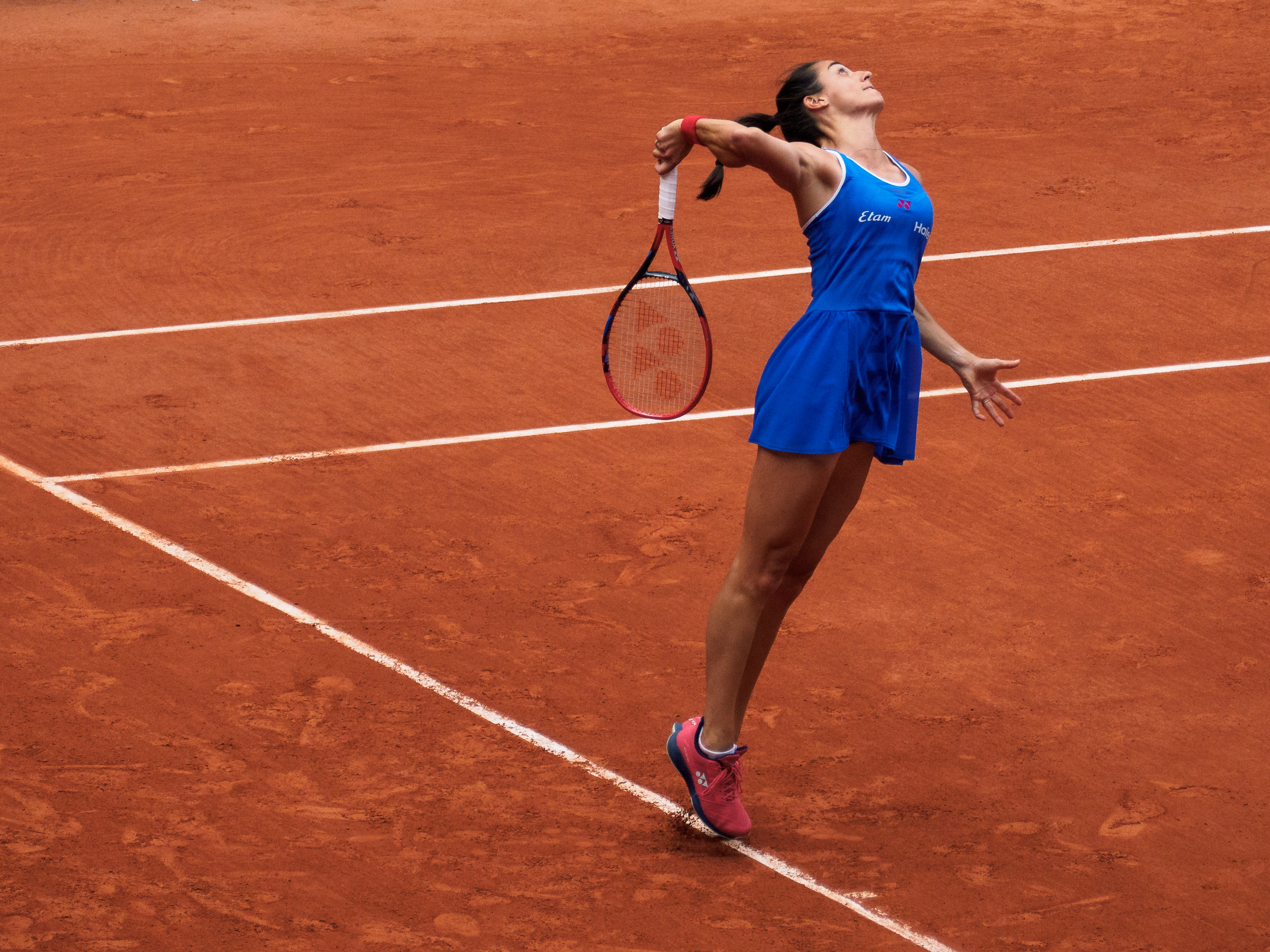
Caroline Garcia lors des Internationaux de France de tennis 2025.

En mai 2025, elle dispute le simple dames de Roland-Garros 2025 où elle est éliminée au premier tour par l'Américaine Bernarda Pera (6-4, 6-4). Quelques jours avant le tournoi, Caroline Garcia a déclaré : « Cher tennis, il est temps de te dire au revoir. Après 15 ans à concourir au plus haut niveau - et plus de 25 ans à consacrer presque chaque seconde de ma vie à ce sport - je me sens prête à tourner la page et à ouvrir un nouveau chapitre » laissant présager une retraite sportive durant l'année 2025.

### Encadrement
Elle est entraînée de mars 2011 à la fin de la même année par Frédéric Fontang (auparavant entraîneur de Jérémy Chardy). En 2012, elle se sépare de Fontang et décide de prendre pour entraîneur son père, Louis-Paul Garcia. Pour la préparation de la saison 2022, elle décide de s'associer à Bertrand Perret, qui reste son coach jusqu'à fin de 2022. Elle travaille ensuite avec l'Argentin Juan Pablo Guzmán à partir du Masters WTA. Après un début de saison 2023 qu'elle juge moyen, elle reprend sa coopération avec Bertrand Perret à partir du tournoi de Stuttgart. Elle se sépare de lui le 4 septembre 2024.

## Palmarès WTA

### Titres en simple dames
| No | Date       | Nom et lieu du tournoi                   | Catégorie | Dotation    | Surface      | Finaliste            | Score           |          |
| -- | ---------- | ---------------------------------------- | --------- | ----------- | ------------ | -------------------- | --------------- | -------- |
| 1  | 07-04-2014 | Claro Open Colsanitas, Bogota            | Intern'l  | 250 000 $   | Terre (ext.) | Jelena Janković      | 6-3, 6-4        | Parcours |
| 2  | 15-05-2016 | Internationaux de Strasbourg, Strasbourg | Intern'l  | 250 000 $   | Terre (ext.) | Mirjana Lučić-Baroni | 6-4, 6-1        | Parcours |
| 3  | 13-06-2016 | Mallorca Open, Calvià                    | Intern'l  | 250 000 $   | Gazon (ext.) | Anastasija Sevastova | 6-3, 6-4        | Parcours |
| 4  | 24-09-2017 | Wuhan Open, Wuhan                        | Premier 5 | 2 666 000 $ | Dur (ext.)   | Ashleigh Barty       | 6-73, 7-64, 6-2 | Parcours |
| 5  | 30-09-2017 | China Open, Pékin                        | PREMIER*  | 7 027 063 $ | Dur (ext.)   | Simona Halep         | 6-4, 7-63       | Parcours |
| 6  | 08-10-2018 | Tianjin Open, Tianjin                    | Intern'l  | 750 000 $   | Dur (ext.)   | Karolína Plíšková    | 7-67, 6-3       | Parcours |
| 7  | 10-06-2019 | Nature Valley Open, Nottingham           | Intern'l  | 226 750 $   | Gazon (ext.) | Donna Vekić          | 2-6, 7-64, 7-64 | Parcours |
| 8  | 19-06-2022 | Bad Homburg Open, Bad Homburg            | WTA 250   | 251 750 $   | Gazon (ext.) | Bianca Andreescu     | 6-75, 6-4, 6-4  | Parcours |
| 9  | 25-07-2022 | BNP Paribas Poland Open, Varsovie        | WTA 250   | 251 750 $   | Terre (ext.) | Ana Bogdan           | 6-4, 6-1        | Parcours |
| 10 | 15-08-2022 | Western & Southern Open, Cincinnati      | WTA 1000  | 2 527 250 $ | Dur (ext.)   | Petra Kvitová        | 6-2, 6-4        | Parcours |
| 11 | 31-10-2022 | WTA Finals Fort Worth, Fort Worth        | Masters   | 5 000 000 $ | Dur (int.)   | Aryna Sabalenka      | 7-64, 6-4       | Parcours |

### Finales en simple dames
| No | Date       | Nom et lieu du tournoi                   | Catégorie | Dotation  | Surface      | Vainqueure        | Score          |          |
| -- | ---------- | ---------------------------------------- | --------- | --------- | ------------ | ----------------- | -------------- | -------- |
| 1  | 23-02-2015 | Abierto Mexicano Telcel, Acapulco        | Intern'l  | 250 000 $ | Dur (ext.)   | Timea Bacsinszky  | 6-3, 6-0       | Parcours |
| 2  | 02-03-2015 | Abierto Monterrey Afirme, Monterrey      | Intern'l  | 500 000 $ | Dur (ext.)   | Timea Bacsinszky  | 4-6, 6-2, 6-4  | Parcours |
| 3  | 19-05-2019 | Internationaux de Strasbourg, Strasbourg | Intern'l  | 226 750 $ | Terre (ext.) | Dayana Yastremska | 6-4, 5-7, 7-63 | Parcours |
| 4  | 30-01-2023 | Open 6e sens – Métropole de Lyon, Lyon   | WTA 250   | 259 303 $ | Dur (int.)   | Alycia Parks      | 7-67, 7-5      | Parcours |
| 5  | 27-02-2023 | Abierto GNP Seguros, Monterrey           | WTA 250   | 259 303 $ | Dur (ext.)   | Donna Vekić       | 6-4, 3-6, 7-5  | Parcours |

### Titres en double dames
| No | Date       | Nom et lieu du tournoi              | Catégorie | Dotation     | Surface      | Partenaire          | Finalistes                             | Score             |          |
| -- | ---------- | ----------------------------------- | --------- | ------------ | ------------ | ------------------- | -------------------------------------- | ----------------- | -------- |
| 1  | 07-04-2014 | Claro Open Colsanitas Bogota        | Intern'l  | 250 000 $    | Terre (ext.) | Lara Arruabarrena   | Vania King Chanelle Scheepers          | 7-65, 6-4         | Parcours |
| 2  | 21-06-2015 | AEGON International Eastbourne      | Premier   | 731 000 $    | Gazon (ext.) | Katarina Srebotnik  | Chan Yung-jan Zheng Jie                | 7-65, 6-2         | Parcours |
| 3  | 04-04-2016 | Volvo Car Open Charleston           | Premier   | 753 000 $    | Terre (ext.) | Kristina Mladenovic | Bethanie Mattek-Sands Lucie Šafářová   | 6-2, 7-5          | Parcours |
| 4  | 18-04-2016 | Porsche Tennis Grand Prix Stuttgart | Premier   | 759 000 $    | Terre (int.) | Kristina Mladenovic | Martina Hingis Sania Mirza             | 2-6, 6-1, [10-6]  | Parcours |
| 5  | 30-04-2016 | Mutua Madrid Open Madrid            | PREMIER*  | 5 300 951 $  | Terre (ext.) | Kristina Mladenovic | Martina Hingis Sania Mirza             | 6-4, 6-4          | Parcours |
| 6  | 22-05-2016 | Roland-Garros Paris                 | G. Chelem | 15 980 135 $ | Terre (ext.) | Kristina Mladenovic | Ekaterina Makarova Elena Vesnina       | 6-3, 2-6, 6-4     | Parcours |
| 7  | 22-05-2022 | Roland-Garros Paris                 | G. Chelem | 43 600 000 € | Terre (ext.) | Kristina Mladenovic | Coco Gauff Jessica Pegula              | 2-6, 6-3, 6-2     | Parcours |
| 8  | 19-06-2023 | Bett1Open Berlin                    | WTA 500   | 780 637 $    | Gazon (ext.) | Luisa Stefani       | Kateřina Siniaková Markéta Vondroušová | 4-6, 7-68, [10-4] | Parcours |

### Finales en double dames
| No | Date       | Nom et lieu du tournoi                     | Catégorie | Dotation     | Surface      | Vainqueures                          | Partenaire             | Score             |          |
| -- | ---------- | ------------------------------------------ | --------- | ------------ | ------------ | ------------------------------------ | ---------------------- | ----------------- | -------- |
| 1  | 21-09-2014 | Dongfeng Motor Wuhan Open Wuhan            | Premier 5 | 2 440 070 $  | Dur (ext.)   | Martina Hingis Flavia Pennetta       | Cara Black             | 6-4, 5-7, [12-10] | Parcours |
| 2  | 06-10-2014 | Generali Ladies Linz                       | Intern'l  | 250 000 $    | Dur (int.)   | Raluca Olaru Anna Tatishvili         | Annika Beck            | 6-2, 6-1          | Parcours |
| 3  | 13-10-2014 | Kremlin Cup by Bank of Moscow Moscou       | Premier   | 710 000 $    | Dur (int.)   | Martina Hingis Flavia Pennetta       | Arantxa Parra Santonja | 6-3, 7-5          | Parcours |
| 4  | 04-01-2015 | Brisbane International by Suncorp Brisbane | Premier   | 1 000 000 $  | Dur (ext.)   | Martina Hingis Sabine Lisicki        | Katarina Srebotnik     | 6-2, 7-5          | Parcours |
| 5  | 20-04-2015 | Porsche Tennis Grand Prix Stuttgart        | Premier   | 731 000 $    | Terre (int.) | Bethanie Mattek-Sands Lucie Šafářová | Katarina Srebotnik     | 6-4, 6-3          | Parcours |
| 6  | 10-08-2015 | Rogers Cup by National Bank Toronto        | Premier 5 | 2 513 000 $  | Dur (ext.)   | Bethanie Mattek-Sands Lucie Šafářová | Katarina Srebotnik     | 6-1, 6-2          | Parcours |
| 7  | 10-01-2016 | Apia International Sydney Sydney           | Premier   | 753 000 $    | Dur (ext.)   | Martina Hingis Sania Mirza           | Kristina Mladenovic    | 1-6, 7-5, [10-5]  | Parcours |
| 8  | 15-02-2016 | Duty Free Tennis Championships Dubaï       | Premier   | 2 000 000 $  | Dur (ext.)   | Chuang Chia-jung Darija Jurak        | Kristina Mladenovic    | 6-4, 6-4          | Parcours |
| 9  | 31-08-2016 | US Open Flushing Meadows                   | G. Chelem | 22 102 700 $ | Dur (ext.)   | Bethanie Mattek-Sands Lucie Šafářová | Kristina Mladenovic    | 2-6, 7-65, 6-4    | Parcours |
| 10 | 02-10-2016 | China Open Pékin                           | PREMIER*  | 6 289 521 $  | Dur (ext.)   | Bethanie Mattek-Sands Lucie Šafářová | Kristina Mladenovic    | 6-4, 6-4          | Parcours |
| 11 | 08-01-2024 | Adélaïde International Adélaïde            | WTA 500   | 922 573 $    | Dur (ext.)   | Beatriz Haddad Maia Taylor Townsend  | Kristina Mladenovic    | 7-5, 6-3          | Parcours |

### Titre en simple en WTA 125
| No | Date       | Nom et lieu du tournoi   | Catégorie | Dotation  | Surface    | Finaliste      | Score    |          |
| -- | ---------- | ------------------------ | --------- | --------- | ---------- | -------------- | -------- | -------- |
| 1  | 09-11-2015 | Open de Limoges, Limoges | WTA 125   | 125 000 $ | Dur (int.) | Louisa Chirico | 6-1, 6-3 | Parcours |

### Finale en simple en WTA 125
| No | Date       | Nom et lieu du tournoi         | Catégorie | Dotation  | Surface    | Finaliste             | Score    |          |
| -- | ---------- | ------------------------------ | --------- | --------- | ---------- | --------------------- | -------- | -------- |
| 1  | 14-11-2016 | Engie Open de Limoges, Limoges | WTA 125   | 125 000 $ | Dur (int.) | Ekaterina Alexandrova | 6-4, 6-0 | Parcours |

### Titre en double en WTA 125
| No | Date       | Nom et lieu du tournoi            | Catégorie | Dotation  | Surface         | Partenaire         | Finalistes                             | Score    |          |
| -- | ---------- | --------------------------------- | --------- | --------- | --------------- | ------------------ | -------------------------------------- | -------- | -------- |
| 1  | 04-11-2013 | OEC Taipei WTA Ladies Open Taïwan | WTA 125   | 125 000 $ | Moquette (int.) | Yaroslava Shvedova | Anna-Lena Friedsam Alison Van Uytvanck | 6-3, 6-3 | Parcours |

## Parcours en Grand Chelem

### En simple dames
| Année | Open d'Australie | Open d'Australie  | Internationaux de France | Internationaux de France | Wimbledon       | Wimbledon       | US Open         | US Open         |
| ----- | ---------------- | ----------------- | ------------------------ | ------------------------ | --------------- | --------------- | --------------- | --------------- |
| 2010  | —                | —                 | Q1                       | M. Domachowska           | —               | —               | —               | —               |
| 2011  | 2e tour (1/32)   | Ayumi Morita      | 2e tour (1/32)           | Maria Sharapova          | Q2              | Alexa Glatch    | Q1              | Regina Kulikova |
| 2012  | Q3               | Andrea Hlaváčková | 1er tour (1/64)          | D. Pfizenmaier           | Q1              | Alison Riske    | Q2              | A. Rodionova    |
| 2013  | 1er tour (1/64)  | Elena Vesnina     | 2e tour (1/32)           | Serena Williams          | 2e tour (1/32)  | Serena Williams | 2e tour (1/32)  | Laura Robson    |
| 2014  | 1er tour (1/64)  | A. Kudryavtseva   | 1er tour (1/64)          | Ana Ivanović             | 3e tour (1/16)  | E. Makarova     | 1er tour (1/64) | Nicole Gibbs    |
| 2015  | 3e tour (1/16)   | Eugenie Bouchard  | 1er tour (1/64)          | Donna Vekić              | 1er tour (1/64) | Heather Watson  | 1er tour (1/64) | Andrea Petkovic |
| 2016  | 1er tour (1/64)  | Barbora Strýcová  | 2e tour (1/32)           | A. Radwańska             | 2e tour (1/32)  | K. Siniaková    | 3e tour (1/16)  | A. Radwańska    |
| 2017  | 3e tour (1/16)   | Barbora Strýcová  | 1/4 de finale            | Karolína Plíšková        | 1/8 de finale   | Johanna Konta   | 3e tour (1/16)  | Petra Kvitová   |
| 2018  | 1/8 de finale    | Madison Keys      | 1/8 de finale            | Angelique Kerber         | 1er tour (1/64) | Belinda Bencic  | 3e tour (1/16)  | Carla Suárez    |
| 2019  | 3e tour (1/16)   | Danielle Collins  | 2e tour (1/32)           | Anna Blinkova            | 1er tour (1/64) | Zhang Shuai     | 1er tour (1/64) | Ons Jabeur      |
| 2020  | 2e tour (1/32)   | Ons Jabeur        | 1/8 de finale            | Elina Svitolina          | Annulé          | Annulé          | 3e tour (1/16)  | Jennifer Brady  |
| 2021  | 2e tour (1/32)   | Naomi Osaka       | 2e tour (1/32)           | Polona Hercog            | 1er tour (1/64) | Jessica Pegula  | 2e tour (1/32)  | Elena Rybakina  |
| 2022  | 1er tour (1/64)  | Hailey Baptiste   | 2e tour (1/32)           | Madison Keys             | 1/8 de finale   | Marie Bouzková  | 1/2 finale      | Ons Jabeur      |
| 2023  | 1/8 de finale    | Magda Linette     | 2e tour (1/32)           | Anna Blinkova            | 3e tour (1/16)  | Marie Bouzková  | 1er tour (1/64) | Wang Yafan      |
| 2024  | 2e tour (1/32)   | Magdalena Fręch   | 2e tour (1/32)           | Sofia Kenin              | 2e tour (1/32)  | Bernarda Pera   | 1er tour (1/64) | Renata Zarazúa  |
| 2025  | 1er tour (1/64)  | Naomi Osaka       | 1er tour (1/64)          | Bernarda Pera            | —               | —               |                 |                 |

N.B. : à droite du résultat se trouve le nom de l'ultime adversaire.

### En double dames
| Année | Open d'Australie                                                                        | Open d'Australie                                                                     | Internationaux de France                                                                   | Internationaux de France                                                                 | Wimbledon                                                                            | Wimbledon                                                                        | US Open | US Open |
| ----- | --------------------------------------------------------------------------------------- | ------------------------------------------------------------------------------------ | ------------------------------------------------------------------------------------------ | ---------------------------------------------------------------------------------------- | ------------------------------------------------------------------------------------ | -------------------------------------------------------------------------------- | ------- | ------- |
| 2011  | —                                                                                       | —                                                                                    | 1er tour (1/32) Védy \|\| style="text-align:left;" \| Arvidsson Kanepi                     | —                                                                                        | —                                                                                    | —                                                                                | —       |         |
| 2012  | —                                                                                       | —                                                                                    | 1er tour (1/32) Johansson \|\| style="text-align:left;" \| Daniilídou Minella              | —                                                                                        | —                                                                                    | —                                                                                | —       |         |
| 2013  | —                                                                                       | —                                                                                    | 2e tour (1/16) M. Johansson \|\| style="text-align:left;" \| A. Pavlyuchenkova L. Šafářová | —                                                                                        | —                                                                                    | 2e tour (1/16) A. Cornet \|\| style="text-align:left;" \| E. Makarova E. Vesnina |         |         |
| 2014  | 1/8 de finale A. Cornet \|\| style="text-align:left;" \| R. Kops A. Spears              | 1er tour (1/32) A. Cornet \|\| style="text-align:left;" \| K. Mladenovic F. Pennetta | 2e tour (1/16) A. Cornet \|\| style="text-align:left;" \| R. Kops A. Spears                | 2e tour (1/16) M. Niculescu \|\| style="text-align:left;" \| C. Black S. Mirza           |                                                                                      |                                                                                  |         |         |
| 2015  | 1/8 de finale K. Srebotnik \|\| style="text-align:left;" \| B. Mattek Šafářová          | 1/8 de finale K. Srebotnik \|\| style="text-align:left;" \| C. Dellacqua Y. Shvedova | 2e tour (1/16) K. Srebotnik \|\| style="text-align:left;" \| A.L. Grönefeld C. Vandeweghe  | 1/4 de finale K. Srebotnik \|\| style="text-align:left;" \| A.L. Grönefeld C. Vandeweghe |                                                                                      |                                                                                  |         |         |
| 2016  | 1/8 de finale K. Mladenovic \|\| style="text-align:left;" \| J. Görges Ka. Plíšková     | Victoire K. Mladenovic                                                               | E. Makarova E. Vesnina                                                                     | 1/4 de finale K. Mladenovic \|\| style="text-align:left;" \| J. Görges Ka. Plíšková      | Finale K. Mladenovic                                                                 | B. Mattek L. Šafářová                                                            |         |         |
| 2017  | 1/2 finale K. Mladenovic \|\| style="text-align:left;" \| A. Hlaváčková Peng S.         | —                                                                                    | —                                                                                          | —                                                                                        | —                                                                                    | —                                                                                | —       |         |
|       |                                                                                         |                                                                                      |                                                                                            |                                                                                          |                                                                                      |                                                                                  |         |         |
| 2021  | —                                                                                       | —                                                                                    | —                                                                                          | —                                                                                        | 1er tour (1/32) G. Dabrowski \|\| style="text-align:left;" \| S. Aoyama E. Shibahara | 1er tour (1/32) N. Podoroska \|\| style="text-align:left;" \| I.C. Begu A. Mitu  |         |         |
| 2022  | 2e tour (1/16) K. Mladenovic \|\| style="text-align:left;" \| V. Kudermetova E. Mertens | Victoire K. Mladenovic                                                               | C. Gauff J. Pegula                                                                         | —                                                                                        | —                                                                                    | 1/4 de finale K. Mladenovic \|\| style="text-align:left;" \| Dolehide Sanders    |         |         |
| 2023  | —                                                                                       | —                                                                                    | —                                                                                          | —                                                                                        | 1/4 de finale L. Stefani \|\| style="text-align:left;" \| Hsieh S.-w. B. Strýcová    | —                                                                                | —       |         |
| 2024  | 1/4 de finale K. Mladenovic \|\| style="text-align:left;" \| L. Kichenok J. Ostapenko   | —                                                                                    | —                                                                                          | 1/8 de finale K. Mladenovic \|\| style="text-align:left;" \| C. Dolehide D. Krawczyk     | —                                                                                    | —                                                                                |         |         |
| 2025  | —                                                                                       | —                                                                                    | 1/8 de finale D. Parry \|\| style="text-align:left;" \| M. Andreeva D. Shnaider            |                                                                                          |                                                                                      |                                                                                  |         |         |

N.B. : le nom du ou de la partenaire se trouve sous le résultat ; les noms des ultimes adversaires se trouvent à droite.

### En double mixte
| Année | Open d'Australie | Open d'Australie | Internationaux de France                                                             | Internationaux de France                                                          | Wimbledon | Wimbledon | US Open | US Open |
| ----- | ---------------- | ---------------- | ------------------------------------------------------------------------------------ | --------------------------------------------------------------------------------- | --------- | --------- | ------- | ------- |
| 2013  | —                | —                | 1er tour (1/16) M. Gicquel \|\| style="text-align:left;" \| K. Srebotnik N. Zimonjić | —                                                                                 | —         | —         | —       |         |
|       |                  |                  |                                                                                      |                                                                                   |           |           |         |         |
| 2015  | —                | —                | 1er tour (1/16) B. Bryan \|\| style="text-align:left;" \| A. Klepač R. Ram           | 2e tour (1/16) B. Bryan \|\| style="text-align:left;" \| J. Gajdošová N. Zimonjić | —         | —         |         |         |
|       |                  |                  |                                                                                      |                                                                                   |           |           |         |         |
| 2021  | —                | —                | 1er tour (1/8) N. Mahut \|\| style="text-align:left;" \| N. Melichar R. Ram          | —                                                                                 | —         | —         | —       |         |

N.B. : le nom du ou de la partenaire se trouve sous le résultat ; les noms des ultimes adversaires se trouvent à droite.

## Parcours en «Premier» et WTA 1000
Les tournois WTA « Premier Mandatory » et « Premier 5 » (entre 2009 et 2020) et WTA 1000 (à partir de 2021) constituent les catégories d'épreuves les plus prestigieuses, après les quatre levées du Grand Chelem. 

De 2009 à 2023, les tournois Premier Mandatory (dits tournois WTA 1000 obligatoires entre 2021 et 2023) regroupent Indian Wells, Miami, Madrid et Pékin, les autres constituant les tournois Premier 5 (tournois WTA 1000 non-obligatoires). À partir de 2024, le nombre de tournois WTA 1000 passe à 10 par saison (fin de l’alternance Doha / Dubaï), ces derniers devenant tous obligatoires et offrant tous 1000 points à la vainqueure (contre 900 points précédemment pour les tournois Premier 5).

### En simple dames
| Année |       |                             |                                |                                  |                              |                             |                               |                                   |                              |                               |  |                              |
| Doha  | Dubaï | Indian Wells                | Miami                          | Madrid                           | Rome                         | Canada                      | Cincinnati                    | Pékin                             |                              | Tokyo                         |  |                              |
| Doha  | Dubaï | Indian Wells                | Miami                          | Madrid                           | Rome                         | Canada                      | Cincinnati                    | Pékin                             | Wuhan                        |                               |  |                              |
| Doha  | Dubaï | Indian Wells                | Miami                          | Madrid                           | Rome                         | Canada                      | Cincinnati                    | Pékin                             | Guadalajara                  |                               |  |                              |
| 2012  |       | 1er tour (1/32) M. Barthel  | WTA 500                        |                                  |                              |                             |                               |                                   |                              |                               |  | 1er tour (1/32) J. Hampton   |
| 2013  |       | 2e tour (1/16) M. Sharapova | WTA 500                        |                                  |                              |                             |                               |                                   |                              |                               |  |                              |
| 2014  |       | 1er tour (1/32) K. Knapp    | WTA 500                        | 2e tour (1/32) A. Pavlyuchenkova | 3e tour (1/16) S. Williams   | 1/4 de finale A. Radwańska  |                               | 2e tour (1/16) A. Kerber          |                              | 2e tour (1/16) V. Williams    |  | 1/4 de finale P. Kvitová     |
| 2015  |       | WTA 500                     | 2e tour (1/16) A. Radwańska    | 4e tour (1/8) S. Lisicki         | 2e tour (1/32) K. Nara       | 3e tour (1/8) M. Sharapova  | 1er tour (1/32) B. Jovanovski | 1er tour (1/32) J. Janković       | 3e tour (1/8) E. Svitolina   | 2e tour (1/16) S. Errani      |  | 2e tour (1/16) C. Vandeweghe |
| 2016  |       | 1er tour (1/32) E. Vesnina  | WTA 500                        | 1er tour (1/64) C. McHale        | 3e tour (1/16) S. Kuznetsova | 2e tour (1/16) D. Cibulková | 1er tour (1/32) S. Kuznetsova | 1er tour (1/32) B. Strýcová       | 1er tour (1/32) D. Gavrilova | 3e tour (1/8) D. Gavrilova    |  | 2e tour (1/16) M. Keys       |
| 2017  |       | WTA 500                     | 2e tour (1/16) M. Puig         | 4e tour (1/8) S. Kuznetsova      | 2e tour (1/32) Peng S.       | 1er tour (1/32) Wang Q.     | 2e tour (1/16) D. Gavrilova   | 1/4 de finale S. Halep            | 1er tour (1/32) E. Vesnina   | Victoire S. Halep             |  | Victoire A. Barty            |
| 2018  |       | 1/4 de finale G. Muguruza   | WTA 500                        | 4e tour (1/8) A. Kerber          | 2e tour (1/32) A. Riske      | 1/2 finale K. Bertens       | 1/4 de finale S. Halep        | 1/4 de finale S. Halep            | 3e tour (1/8) A. Sabalenka   | 3e tour (1/8) A. Sabalenka    |  | 2e tour (1/16) K. Siniaková  |
| 2019  |       | WTA 500                     | 2e tour (1/16) J. Brady        | 2e tour (1/32) J. Brady          | 4e tour (1/8) P. Kvitová     | 3e tour (1/8) P. Kvitová    | 1er tour (1/32) K. Mladenovic | 1er tour (1/32) J. Ostapenko      | 1er tour (1/32) I. Świątek   | 1er tour (1/16) D. Yastremska |  | 2e tour (1/16) A. Barty      |
| 2020  |       | 1er tour (1/32) B. Pera     | WTA 500                        | Annulé                           | Annulé                       | Annulé                      | 1er tour (1/32) A. Kontaveit  | Annulé                            | 2e tour (1/16) V. Azarenka   | Annulé                        |  | Annulé                       |
| 2021  |       | WTA 500                     | 3e tour (1/8) E. Mertens       | 2e tour (1/32) C. Gauff          | 2e tour (1/32) S. Halep      |                             | 2e tour (1/16) V. Kudermetova | 1er tour (1/32) A. Pavlyuchenkova | 2e tour (1/16) G. Muguruza   | Annulé                        |  | Annulé                       |
| 2022  |       | 2e tour (1/16) C. Gauff     | WTA 500                        | 2e tour (1/32) E. Raducanu       | 1er tour (1/64) A. Bondár    |                             |                               | 1er tour (1/32) A. Cornet         | Victoire P. Kvitová          | Hors calendrier               |  | 3e tour (1/8) S. Stephens    |
| 2023  |       | WTA 500                     | 2e tour (1/16) M. Keys         | 4e tour (1/8) S. Cirstea         | 2e tour (1/32) S. Cirstea    | 3e tour (1/16) M. Sherif    | 3e tour (1/16) C. Osorio      | 2e tour (1/16) M. Bouzková        | 2e tour (1/16) S. Stephens   | 1/4 de finale I. Świątek      |  | 1/2 finale M. Sákkari        |
| 2024  |       | 1er tour (1/32) N. Osaka    | 1er tour (1/32) A. Krueger     | 3e tour (1/16) M. Sákkari        | 1/4 de finale D. Collins     | 3e tour (1/16) J. Paolini   | 3e tour (1/16) D. Collins     |                                   |                              |                               |  |                              |
| 2025  |       | 2e tour (1/16) J. Paolini   | 1er tour (1/32) M. Vondroušová | 2e tour (1/32) I. Świątek        | 2e tour (1/32) I. Świątek    |                             |                               |                                   | 2e tour (1/32) K. Muchová    |                               |  |                              |

Sous le résultat, l’ultime adversaire.
1. 1 2   Les tournois de Doha et Dubaï alternent le statut de tournoi WTA 1000 (ex Premier 5) entre 2009 et 2023 : les trois premières éditions ont lieu à Dubaï, les trois suivantes à Doha, puis Dubaï accueille le tournoi de cette catégorie les années impaires et Dubaï les années paires. De 2011 à 2023, la ville qui n’accueille pas de WTA 1000 organise à la place un tournoi WTA 500 (ex Premier).
2. 1 2 3 4 5 6 7 8   L’ordre de déroulement des tournois a évolué depuis 2009 : Rome se dispute avant Madrid et Cincinnati avant Montréal/Toronto jusqu’en 2010, tandis que Tokyo (2009-2013)-Wuhan (2014-2019, 2024-)-Guadalajara (2022-2023) ont lieu avant Pékin jusqu’en 2023.
3. 1 2 3 4 5 6 7 8  Du fait de la pandémie de Covid-19, les tournois d’Indian Wells, de Miami, de Madrid, du Canada, de Wuhan et de Pékin sont annulés en 2020. Ces deux derniers le sont également en 2021. Pour des raisons d’organisation, le tournoi de Cincinnati 2020 a exceptionnellement lieu à Flushing Meadows à New York.
4. ↑  Le 1er décembre 2021, le président de la WTA, Steve Simon, annonce que tous les tournois prévus en Chine et à Hong Kong sont suspendus à partir de 2022, en raison de préoccupations concernant la sécurité et le bien-être de la joueuse de tennis chinoise Peng Shuai après ses allégations de relations sexuelles non-consenties avec Zhang Gaoli, membre de haut rang du Parti communiste chinois. Le tournoi de Pékin revient en 2023. Le tournoi de Guadalajara remplace celui de Wuhan pendant deux ans, ce dernier réapparaissant en 2024.

## Parcours aux Masters

### En simple dames
| # | Date       | Nom de l'édition                 | ($)       | Surface    | Résultat   | Ultime(s) adversaire(s) | Score          |          |
| - | ---------- | -------------------------------- | --------- | ---------- | ---------- | ----------------------- | -------------- | -------- |
| 1 | 22/10/2017 | BNP Paribas WTA Finals Singapour | 7 000 000 | Dur (int.) | 1/2 finale | Venus Williams          | 63-7, 6-2, 6-3 | Parcours |
| 2 | 31/10/2022 | WTA Finals Fort Worth            | 5 000 000 | Dur (int.) | Victoire   | Aryna Sabalenka         | 7-64, 6-4      | Parcours |

### En double dames
| # | Date       | Nom de l'édition                 | ($)       | Surface    | Résultat               | Partenaire          | Ultimes adversaires                   | Score         |          |
| - | ---------- | -------------------------------- | --------- | ---------- | ---------------------- | ------------------- | ------------------------------------- | ------------- | -------- |
| 1 | 25/10/2015 | BNP Paribas WTA Finals Singapour | 7 000 000 | Dur (int.) | Round Robin (défaite)  | Katarina Srebotnik  | Chan Hao-ching Chan Yung-jan          | 6-4, 7-65     | Parcours |
| 1 | 25/10/2015 | BNP Paribas WTA Finals Singapour | 7 000 000 | Dur (int.) | Round Robin (défaite)  | Katarina Srebotnik  | Garbiñe Muguruza Carla Suárez Navarro | 7-5, 6-2      | Parcours |
| 1 | 25/10/2015 | BNP Paribas WTA Finals Singapour | 7 000 000 | Dur (int.) | Round Robin (victoire) | Katarina Srebotnik  | Bethanie Mattek-Sands Lucie Šafářová  | 6-2, 3-0, ab. | Parcours |
| 2 | 23/10/2016 | BNP Paribas WTA Finals Singapour | 7 000 000 | Dur (int.) | 1/2 finale             | Kristina Mladenovic | Bethanie Mattek-Sands Lucie Šafářová  | 6-3, 7-5      | Parcours |

## Parcours aux Jeux olympiques

### En simple dames
| # | Date       | Nom de l'olympiade                  | Surface             | Résultat        | Ultime adversaire  | Score          |          |
| - | ---------- | ----------------------------------- | ------------------- | --------------- | ------------------ | -------------- | -------- |
| 1 | 06/08/2016 | Olympic Tennis Event Rio de Janeiro | Dur (ext.)          | 2e tour (1/16)  | Johanna Konta      | 6-2, 6-3       | Parcours |
| 2 | 31/07/2021 | Olympic Tennis Event Tokyo          | Dur (ext.)          | 1er tour (1/32) | Donna Vekić        | 6-2, 62-7, 6-3 | Parcours |
| 3 | 27/07/2024 | Olympic Tennis Event Paris          | Terre battue (ext.) | 1er tour (1/32) | Jaqueline Cristian | 5-7, 6-3, 6-4  | Parcours |

### En double dames
| # | Date       | Nom de l'olympiade                  | Surface             | Résultat        | Partenaire          | Ultimes adversaires         | Score             |          |
| - | ---------- | ----------------------------------- | ------------------- | --------------- | ------------------- | --------------------------- | ----------------- | -------- |
| 1 | 06/08/2016 | Olympic Tennis Event Rio de Janeiro | Dur (ext.)          | 1er tour (1/16) | Kristina Mladenovic | Misaki Doi Eri Hozumi       | 6-0, 0-6, 6-4     | Parcours |
| 2 | 31/07/2021 | Olympic Tennis Event Tokyo          | Dur (ext.)          | 1er tour (1/16) | Kristina Mladenovic | Kiki Bertens Demi Schuurs   | 7-64, 5-7, [11-9] | Parcours |
| 3 | 27/07/2024 | Olympic Tennis Event Paris          | Terre battue (ext.) | 2e tour (1/8)   | Diane Parry         | Sara Errani Jasmine Paolini | 5-7, 6-3, [10-8]  | Parcours |

### En double mixte
| # | Date       | Nom de l'olympiade                  | Surface             | Résultat       | Partenaire             | Ultimes adversaires          | Score            |          |
| - | ---------- | ----------------------------------- | ------------------- | -------------- | ---------------------- | ---------------------------- | ---------------- | -------- |
| 1 | 06/08/2016 | Olympic Tennis Event Rio de Janeiro | Dur (ext.)          | 1er tour (1/8) | Nicolas Mahut          | Teliana Pereira Marcelo Melo | 7-64, 7-61       | Parcours |
| 2 | 27/07/2024 | Olympic Tennis Event Paris          | Terre battue (ext.) | 1er tour (1/8) | Édouard Roger-Vasselin | Ena Shibahara Kei Nishikori  | 6-4, 3-6, [10-7] | Parcours |

## Parcours en Fed Cup
| #                                                                        | Date       | Lieu       | Surface             | Gagnante(s)                         | Perdante(s)                           | Score          |          |
| ------------------------------------------------------------------------ | ---------- | ---------- | ------------------- | ----------------------------------- | ------------------------------------- | -------------- | -------- |
|                                                                          |            |            |                     |                                     |                                       |                |          |
| 2013 - Barrage (groupe mondial II) - France - Kazakhstan - 4 : 1         |            |            |                     |                                     |                                       |                |          |
| 1                                                                        | 20/04/2013 | Besançon   | Dur (int.)          | Caroline Garcia Kristina Mladenovic | Sesil Karatantcheva Galina Voskoboeva | 6-2, 7-5       | Parcours |
|                                                                          |            |            |                     |                                     |                                       |                |          |
| 2014 - Barrage (groupe mondial I) - États-Unis - France - 2 : 3          |            |            |                     |                                     |                                       |                |          |
| 2                                                                        | 19/04/2014 | St Louis   | Dur (int.)          | Caroline Garcia                     | Sloane Stephens                       | 6-3, 6-2       | Parcours |
| 2                                                                        | 19/04/2014 | St Louis   | Dur (int.)          | Caroline Garcia                     | Madison Keys                          | 6-4, 6-3       | Parcours |
| 2                                                                        | 19/04/2014 | St Louis   | Dur (int.)          | Caroline Garcia Virginie Razzano    | Madison Keys Sloane Stephens          | 6-2, 7-5       | Parcours |
|                                                                          |            |            |                     |                                     |                                       |                |          |
| 2015 - 1er tour (groupe mondial) - Italie - France - 2 : 3               |            |            |                     |                                     |                                       |                |          |
| 3                                                                        | 07/02/2015 | Gênes      | Terre (int.)        | Sara Errani                         | Caroline Garcia                       | 7-62, 7-5      | Parcours |
| 3                                                                        | 07/02/2015 | Gênes      | Terre (int.)        | Caroline Garcia                     | Camila Giorgi                         | 4-6, 6-0, 6-2  | Parcours |
| 3                                                                        | 07/02/2015 | Gênes      | Terre (int.)        | Caroline Garcia Kristina Mladenovic | Sara Errani Roberta Vinci             | 6-1, 6-2       | Parcours |
|                                                                          |            |            |                     |                                     |                                       |                |          |
| 2015 - 1/2 finale (groupe mondial) - République tchèque - France - 3 : 1 |            |            |                     |                                     |                                       |                |          |
| 4                                                                        | 18/04/2015 | Ostrava    | Dur (int.)          | Lucie Šafářová                      | Caroline Garcia                       | 4-6, 7-61, 6-1 | Parcours |
| 4                                                                        | 18/04/2015 | Ostrava    | Dur (int.)          | Petra Kvitová                       | Caroline Garcia                       | 6-4, 6-4       | Parcours |
|                                                                          |            |            |                     |                                     |                                       |                |          |
| 2016 - 1er tour (groupe mondial) - France - Italie - 4 : 1               |            |            |                     |                                     |                                       |                |          |
| 5                                                                        | 06/02/2016 | Marseille  | Dur (int.)          | Caroline Garcia                     | Sara Errani                           | 6-3, 7-5       | Parcours |
| 5                                                                        | 06/02/2016 | Marseille  | Dur (int.)          | Caroline Garcia                     | Camila Giorgi                         | 6-3, 6-4       | Parcours |
| 5                                                                        | 06/02/2016 | Marseille  | Dur (int.)          | Caroline Garcia Kristina Mladenovic | Martina Caregaro Sara Errani          | 6-0, 6-1       | Parcours |
|                                                                          |            |            |                     |                                     |                                       |                |          |
| 2016 - 1/2 finale (groupe mondial) - France - Pays-Bas - 3 : 2           |            |            |                     |                                     |                                       |                |          |
| 6                                                                        | 16/04/2016 | Trélazé    | Terre (int.)        | Kiki Bertens                        | Caroline Garcia                       | 6-4, 6-2       | Parcours |
| 6                                                                        | 16/04/2016 | Trélazé    | Terre (int.)        | Caroline Garcia                     | Arantxa Rus                           | 6-3, 6-4       | Parcours |
| 6                                                                        | 16/04/2016 | Trélazé    | Terre (int.)        | Caroline Garcia Kristina Mladenovic | Kiki Bertens Richèl Hogenkamp         | 4-6, 6-3, 6-3  | Parcours |
|                                                                          |            |            |                     |                                     |                                       |                |          |
| 2016 - Finale (groupe mondial) - France - République tchèque - 2 : 3     |            |            |                     |                                     |                                       |                |          |
| 7                                                                        | 12/11/2016 | Strasbourg | Dur (int.)          | Caroline Garcia                     | Petra Kvitová                         | 7-66, 6-3      | Parcours |
| 7                                                                        | 12/11/2016 | Strasbourg | Dur (int.)          | Caroline Garcia                     | Karolína Plíšková                     | 6-3, 3-6, 6-3  | Parcours |
| 7                                                                        | 12/11/2016 | Strasbourg | Dur (int.)          | Karolína Plíšková Barbora Strýcová  | Caroline Garcia Kristina Mladenovic   | 7-5, 7-5       | Parcours |
|                                                                          |            |            |                     |                                     |                                       |                |          |
| 2019 - 1/4 de finale (groupe mondial) - Belgique - France - 1 : 3        |            |            |                     |                                     |                                       |                |          |
| 8                                                                        | 09/02/2019 | Liège      | Dur (int.)          | Caroline Garcia                     | Alison Van Uytvanck                   | 7-62, 4-6, 6-2 | Parcours |
| 8                                                                        | 09/02/2019 | Liège      | Dur (int.)          | Caroline Garcia                     | Elise Mertens                         | 6-2, 6-3       | Parcours |
|                                                                          |            |            |                     |                                     |                                       |                |          |
| 2019 - 1/2 finale (groupe mondial) - France - Roumanie - 3 : 2           |            |            |                     |                                     |                                       |                |          |
| 9                                                                        | 20/04/2019 | Rouen      | Terre battue (int.) | Caroline Garcia                     | Mihaela Buzărnescu                    | 6-3, 6-3       | Parcours |
| 9                                                                        | 20/04/2019 | Rouen      | Terre battue (int.) | Simona Halep                        | Caroline Garcia                       | 6-7, 6-3, 6-4  | Parcours |
| 9                                                                        | 20/04/2019 | Rouen      | Terre battue (int.) | Caroline Garcia Kristina Mladenovic | Simona Halep Monica Niculescu         | 5-7, 6-2, 6-4  | Parcours |
|                                                                          |            |            |                     |                                     |                                       |                |          |
| 2019 - Finale (groupe mondial) - France - Australie - 3 : 2              |            |            |                     |                                     |                                       |                |          |
| 10                                                                       | 09/10/2019 | Perth      | Dur (int.)          | Ashleigh Barty                      | Caroline Garcia                       | 6-0, 6-0       | Parcours |
| 10                                                                       | 09/10/2019 | Perth      | Dur (int.)          | Caroline Garcia Kristina Mladenovic | Ashleigh Barty Samantha Stosur        | 6-4, 6-3       | Parcours |

## Classements en fin de saison
| Année          | 2009 | 2010 | 2011 | 2012 | 2013 | 2014 | 2015 | 2016 | 2017 | 2018 | 2019 | 2020 | 2021 | 2022 | 2023 | 2024 |
| Rang en simple | 681  | 280  | 146  | 138  | 75   | 38   | 35   | 23   | 8    | 19   | 45   | 43   | 74   | 4    | 20   | 51   |
| Rang en double | 887  | 601  | 309  | 167  | 115  | 26   | 14   | 2    | 73   | –    | 247  | 143  | 172  | 26   | 90   | 76   |

Source : (en) Classements de Caroline Garcia sur le site officiel de la Fédération internationale de tennis

## Records et statistiques

### Confrontations avec ses principales adversaires
Confrontations lors des différents tournois WTA avec ses principales adversaires (5 confrontations minimum et avoir été membre du top 10). Classement par pourcentage de victoires. Situation au 22 mars 2025:
Les joueuses retraitées sont en gris.
| Joueuse             | Meilleur classement | Confrontations | Victoires | Défaites | Pourcentage de victoires | Dernière confrontation                            |
| ------------------- | ------------------- | -------------- | --------- | -------- | ------------------------ | ------------------------------------------------- |
| Danielle Collins    | 7                   | 5              | 0         | 5        | 0                        | défaite (3-6, 3-6) à Rome 2024                    |
| Iga Świątek         | 1                   | 7              | 1         | 6        | 14,3                     | défaite (2-6, 5-7) à Miami 2025                   |
| Agnieszka Radwańska | 2                   | 5              | 1         | 4        | 20                       | défaite (2-6, 3-6) à l'US Open 2016               |
| Simona Halep        | 1                   | 9              | 2         | 7        | 22,2                     | victoire (6-4, 6-3) à Doha 2022                   |
| Maria Sharapova     | 1                   | 7              | 2         | 5        | 28,5                     | victoire (6-3, 6-2) à Montréal 2018               |
| Madison Keys        | 5                   | 6              | 2         | 4        | 33,3                     | victoire (6-3, 7-63) à Zhuhai 2023                |
| Angelique Kerber    | 1                   | 9              | 3         | 6        | 33,3                     | victoire (3-6, 6-2, 6-4) à Dubaï 2021             |
| Anett Kontaveit     | 2                   | 5              | 2         | 3        | 40                       | défaite (3-6, 3-6) à Cleveland 2021               |
| Jelena Janković     | 1                   | 5              | 2         | 3        | 40                       | victoire (6-4, 6-4) à Calvià 2017                 |
| Andrea Petkovic     | 9                   | 5              | 2         | 3        | 40                       | défaite (1-6, 1-6) à Luxembourg 2016              |
| Naomi Osaka         | 1                   | 5              | 2         | 3        | 40                       | défaite (3-6, 6-3, 3-6) à l'Open d'Australie 2025 |
| María Sákkari       | 3                   | 7              | 3         | 4        | 42,9                     | défaite (3-6, 4-6) à Indian Wells 2024            |
| Petra Kvitová       | 2                   | 9              | 4         | 5        | 44,4                     | victoire (6-2, 6-4) à Cincinnati 2022             |
| Johanna Konta       | 4                   | 6              | 3         | 3        | 50                       | victoire (6-2, 6-2) à l'US Open 2018              |
| Sloane Stephens     | 3                   | 9              | 5         | 4        | 55,5                     | défaite (3-6, 2-6) à Rouen 2024                   |
| Aryna Sabalenka     | 1                   | 5              | 3         | 2        | 60                       | victoire (7-64, 6-4) au Masters 2022              |
| Elina Svitolina     | 3                   | 5              | 3         | 2        | 60                       | défaite (1-6, 3-6) à Roland-Garros 2020           |
| Coco Gauff          | 2                   | 5              | 3         | 2        | 60                       | victoire (6-3, 1-6, 6-2) à Miami 2024             |
| Jasmine Paolini     | 4                   | 8              | 5         | 3        | 62,5                     | défaite (3-6, 4-6) à Doha 2025                    |
| Karolína Plíšková   | 1                   | 6              | 4         | 2        | 66,6                     | victoire (6-1, 7-62) à l'US Open 2020             |
| Sara Errani         | 5                   | 7              | 5         | 2        | 71,4                     | victoire (6-1, 6-0) à Båstad 2017                 |
| Ana Ivanović        | 1                   | 5              | 4         | 1        | 80                       | victoire (7-69, 5-7, 6-3) à Calvià 2016           |
| Victoria Azarenka   | 1                   | 5              | 4         | 1        | 80                       | victoire (6-3, 6-4) à Guadalajara 2023            |

### Victoires sur le top 10
Toutes ses victoires sur des joueuses classées dans le top 10 de la WTA lors de la rencontre.
| Légende              |
| Grand Chelem         |
| Masters              |
| Premier 5 / WTA 1000 |
| Premier / WTA 500    |
| Intern'l / WTA 250   |
| Fed Cup              |

| #  |       |  | Tournoi      | Année | Surface             |                    | Adversaire          | Rang   | Tour           | Score           | Tableau |
| -- | ----- |  | ------------ | ----- | ------------------- | ------------------ | ------------------- | ------ | -------------- | --------------- | ------- |
| 1  | no 74 |  | Bogota       | 2014  | Terre battue        |                    | Jelena Janković     | no 9   | Finale         | 6-3, 6-4        | Tableau |
| 2  | no 51 |  | Madrid       | 2014  | Terre battue        |                    | Angelique Kerber    | no 8   | 1/32           | 6-3, 2-0 ab.    | Tableau |
| 3  | no 49 |  | Wuhan        | 2014  | Dur                 |                    | Agnieszka Radwańska | no 6   | 1/8            | 3-6, 7-64, 7-67 | Tableau |
| 4  | no 29 |  | Monterrey    | 2015  | Dur                 |                    | Ana Ivanović        | no 6   | 1/2            | 6-1, 6-4        | Tableau |
| 5  | no 28 |  | Indian Wells | 2015  | Dur                 |                    | Ana Ivanović        | no 6   | 1/16           | 6-2, 5-7, 6-2   | Tableau |
| 6  | no 29 |  | Stuttgart    | 2015  | Terre battue (int.) |                    | Ana Ivanović        | no 6   | 1/16           | 7-66, 6-4       | Tableau |
| 7  | no 39 |  | Cincinnati   | 2015  | Dur                 |                    | Petra Kvitová       | no 4   | 1/16           | 7-5, 4-6, 6-2   | Tableau |
| 8  | no 23 |  | Fed Cup      | 2016  | Dur (int.)          |                    | Karolína Plíšková   | no 6   | Finale         | 6-3, 3-6, 6-3   | Tableau |
| 9  | no 20 |  | Wuhan        | 2017  | Dur                 |                    | Dominika Cibulková  | no 9   | 1/8            | 6-3, 7-5        | Tableau |
| 10 | no 15 |  | Pékin        | 2017  | Dur                 |                    | Elina Svitolina     | no 3   | 1/4            | 65-7, 7-5, 7-66 | Tableau |
| 11 | no 15 |  | Pékin        | 2017  | Dur                 | Simona Halep       | no 2                | Finale | 6-4, 7-63      |                 | Tableau |
| 12 | no 8  |  | Masters      | 2017  | Dur (int.)          |                    | Elina Svitolina     | no 4   | Poules         | 67-7, 6-3, 7-5  | Tableau |
| 13 | no 8  |  | Masters      | 2017  | Dur (int.)          | Caroline Wozniacki | no 6                | Poules | 0-6, 6-3, 7-5  |                 | Tableau |
| 14 | no 7  |  | Stuttgart    | 2018  | Terre battue (int.) |                    | Elina Svitolina     | no 4   | 1/4            | 64-7, 6-4, 6-2  | Tableau |
| 15 | no 7  |  | Rome         | 2018  | Terre battue        |                    | Sloane Stephens     | no 10  | 1/8            | 6-1, 7-67       | Tableau |
| 16 | no 16 |  | Tianjin      | 2018  | Dur                 |                    | Karolína Plíšková   | no 6   | Finale         | 7-67, 6-3       | Tableau |
| 17 | no 50 |  | US Open      | 2020  | Dur                 |                    | Karolína Plíšková   | no 3   | 1/32           | 6-1, 7-62       | Tableau |
| 18 | no 45 |  | Varsovie     | 2022  | Terre battue        |                    | Iga Świątek         | no 1   | 1/4            | 6-1, 1-6, 6-4   | Tableau |
| 19 | no 35 |  | Cincinnati   | 2022  | Dur                 |                    | María Sákkari       | no 3   | 1/16           | 7-62, 66-7, 6-1 | Tableau |
| 20 | no 35 |  | Cincinnati   | 2022  | Dur                 | Jessica Pegula     | no 8                | 1/4    | 6-1, 7-5       |                 | Tableau |
| 21 | no 35 |  | Cincinnati   | 2022  | Dur                 | Aryna Sabalenka    | no 7                | 1/2    | 6-2, 4-6, 6-1  |                 | Tableau |
| 22 | no 6  |  | Masters      | 2022  | Dur (int.)          |                    | Coco Gauff          | no 4   | RR             | 6-4, 6-3        | Tableau |
| 23 | no 6  |  | Masters      | 2022  | Dur (int.)          | Daria Kasatkina    | no 8                | RR     | 4-6, 6-1, 7-65 |                 | Tableau |
| 24 | no 6  |  | Masters      | 2022  | Dur (int.)          | María Sákkari      | no 5                | 1/2    | 6-3, 6-2       |                 | Tableau |
| 25 | no 6  |  | Masters      | 2022  | Dur (int.)          | Aryna Sabalenka    | no 7                | Finale | 7-64, 6-4      |                 | Tableau |
| 26 | no 27 |  | Miami        | 2024  | Dur                 |                    | Coco Gauff          | no 3   | 1/8            | 6-3, 1-6, 6-2   | Tableau |

## Distinctions
- Championne des championnes de L'Équipe (France) 2022.

## Vie privée
Caroline Garcia est une supportrice de l'Olympique lyonnais. Elle aime passer du temps libre dans son camp de base européen, à Torrevieja, une station balnéaire sur la Costa Blanca à 50 kilomètres au sud d'Alicante.
Alors célibataire, elle déclare en 2018 que « c’est difficile : soit la personne comprend, et tu vis cette relation à distance, soit elle met sa vie professionnelle de côté, et tu voyages en couple ».
Le 12 juin 2024, elle annonce sur ses réseaux qu'elle va se marier avec Borja Duran, avec qui elle est en couple depuis 2023, originaire de Barcelone. Le 19 juillet 2025, le couple se marie.

## Autres activités
Caroline Garcia a été membre du jury de l'élection de Miss France 2019, aux côtés notamment de Laury Thilleman, Line Renaud, Jenifer et Claudia Tagbo.